# 57 Pułk Piechoty Wielkopolskiej

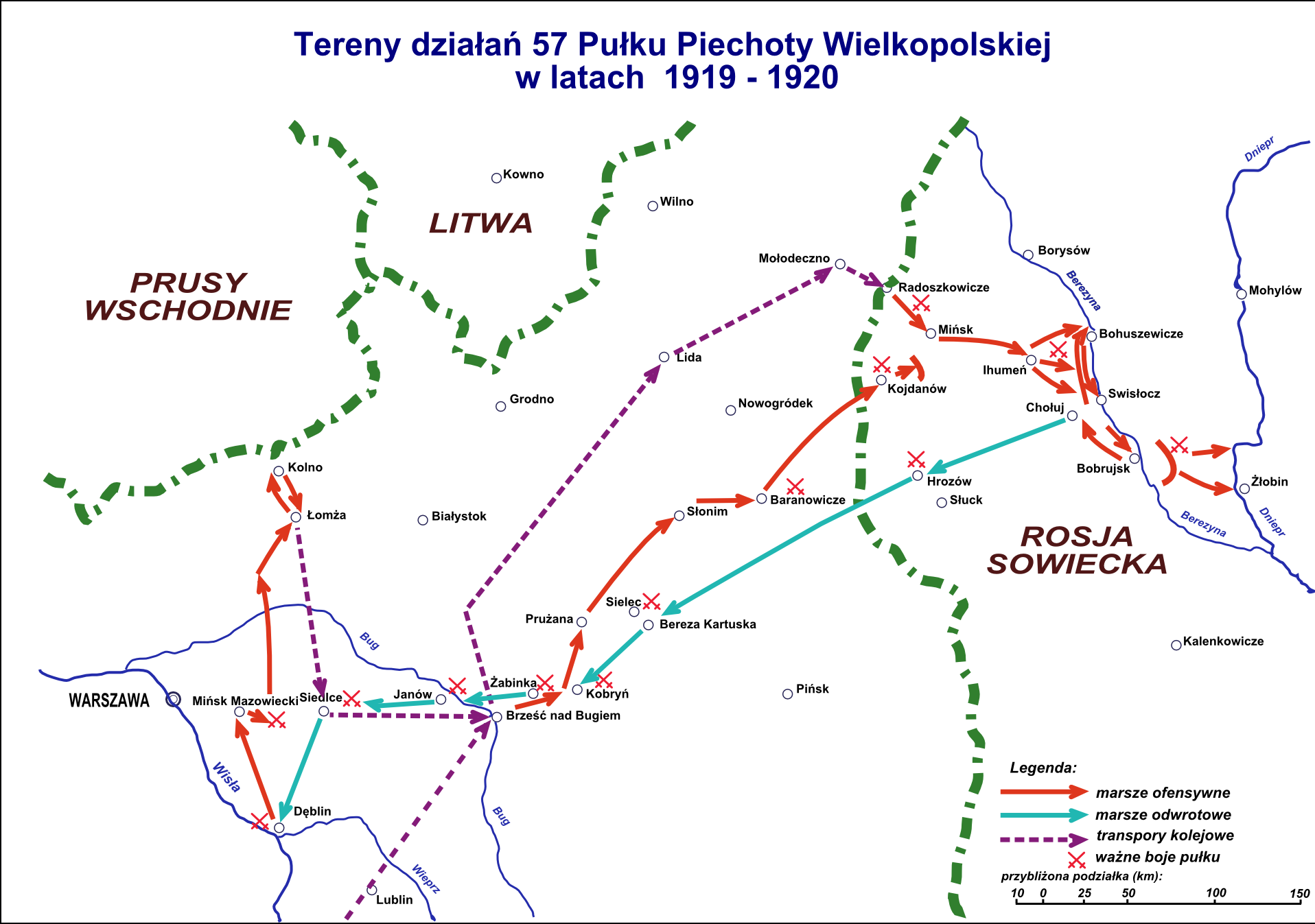
Działania pułku w latach 1919-1920

57 Pułk Piechoty Karola II Króla Rumunii (57 pp) – oddział piechoty Armii Wielkopolskiej i  Wojska Polskiego w II Rzeczypospolitej.

## Formowanie i zmiany organizacyjne
17 lutego 1919 gen. Józef Dowbor-Muśnicki wydał rozkaz o sformowaniu 3 pułku strzelców wielkopolskich. Formowanie oddziału przeprowadzono w Biedrusku. Zalążkiem było dwóch oficerów i 100 szeregowych przydzielonych z 1 pułku strzelców wielkopolskich. W styczniu 1920, po włączeniu formacji wielkopolskich do Wojska Polskiego, przemianowany na 57 pułk piechoty.
W grudniu 1919 batalion zapasowy pułku stacjonował w Biedrusku.
| Obsada personalna w latach 1919–1920 | Obsada personalna w latach 1919–1920                   |
| Stanowisko                           | Stopień, imię i nazwisko                               |
| ------------------------------------ | ------------------------------------------------------ |
| dowódca pułku                        | ppłk Arnold Szylling                                   |
| adiutant                             | ppor. Cyprian Ułaszyn                                  |
| kapelan                              | ks. Wacław Morkowski (7 VI–16 VIII 1919)               |
| dowódca I batalionu                  | por. Władysław Barański                                |
| dowódca II batalionu                 | por. / kpt. Władysław Lewandowski †8 VII 1920 Warszawa |
| adiutant                             | plut. Smoczyk                                          |
| adiutant                             | ppor. Jan Dymowski-Sawa                                |
| dowódca 5 kompanii                   | sierż. Męclewski                                       |
| dowódca 5 kompanii                   | por. Florian Szulc                                     |
| dowódca 5 kompanii                   | ppor. Jan Kłoś                                         |
| dowódca 6 kompanii                   | sierż. Zimpel                                          |
| dowódca 6 kompanii                   | por. Adolf Łojkiewicz                                  |
| dowódca 6 kompanii                   | ppor. Gawroński                                        |
| dowódca 7 kompanii                   | sierż. Tanaś                                           |
| dowódca 7 kompanii                   | ppor. Preiss                                           |
| dowódca 8 kompanii                   | sierż. sztab. Latosiński                               |
| dowódca 8 kompanii                   | por. Bobkowski                                         |
| dowódca kompanii km                  | ppor. Bensz                                            |
| dowódca III batalionu                | ppor. / kpt. Wincenty Nowaczyński                      |

## Pułk w walkach o granice

### Pułk w wojnie polsko-bolszewickiej
28 sierpnia 1919 Grupa Wielkopolska gen. Daniela Konarzewskiego rozpoczęła natarcie na Bobrujsk.
Lewa grupa uderzeniowa w składzie: 3 pułk strzelców wielkopolskich, II/3 pal i 2/2 pac i dwa plutony saperów podeszła w rejon folwarku Durynicze i tu przyjęła ostateczne ugrupowanie bojowe. Do bezpośrednich działań wyznaczony został II batalion kpt. Władysława Lewandowskiego. Jego 6 i 7 kompania rozwinęła się od Berezyny aż do Durynicz, z zadaniem wiązania nieprzyjaciela ogniem. 5 kompania, wzmocniona plutonem szkoły podoficerskiej, przygotowywała się do natarcia w okolicy spalonych mostów pod Wołczynem. Dwie kompanie stanowiły odwód pułku.
Po krótkim przygotowaniu artyleryjskim, jako pierwsza ruszyła 5 kompania ppor. Jana Kłosia i prowadziła natarcie w kierunku Wołczanki. Po ciężkiej przeprawie „w bród”, wdarła się na nieprzyjacielskie pozycje, zdobyła je i rozpoczęła pościg przez Krasne na Pobokowicze. W tym czasie 6 kompania ppor. Gawrońskiego i 7. ppor. Preissa prowadziły walkę ogniową. W odwodzie, na kierunku działania 5 kompanii, maszerowała szkoła podoficerska kpt. Świnarskiego i 4 kompania por. Adolfa Łojkiewicza, z zadaniem osłony południowego skrzydła. Atakująca dalej w pierwszym rzucie 5 kompania za Pobokowiczami zniszczyła nieprzyjacielską baterię artylerii. Zdobyto 2 działa, 5 jaszczy i 2 karabiny maszynowe. Wykorzystując powodzenie 5 kompanii, 6 i 7 kompanie sforsowały na szerokim froncie Wołczankę i spychały Sowietów na Pobokowicze. Tu czerwonoarmistów od tyłu zaatakował pluton 5 kompanii. Większość z nich poddała się lub wycofała w nieładzie. Nie pomógł im też wyprowadzony na tym kierunku sowiecki kontratak. Został odparty przez plutony szkoły podoficerskiej.
Około południa II/3 pułku strzelców wielkopolskich, już bez styczności z przeciwnikiem, ruszył w kierunku Bobrujska. Pozostałe pododdziały, które nie weszły do walki, maszerowały za nim. Do zdobytego już przez 4 pułk strzelców wielkopolskich Bobrujska dotarły około 17:00. I batalion stanął w rejonie dworca kolejowego Bobrujsk, II w centrum miasta, wysuwając na stację kolejową Berezyna 5 kompanię. Ta, po zniszczonym moście, zdołała jeszcze przeprawić placówkę na wschodni brzeg rzeki. II batalion przeszedł do Krzywego Kruka.
9 maja 1920 stojący w Bobrujsku 57 pułk piechoty ppłk. Szyllinga otrzymał rozkaz przejścia do rejonu Tatarkowicze – Chołuj – Kamienicze  i wzmocnienie polskiej obrony w rejonie tych miejscowości.
22 maja pułk został skierowany do Bohuszewicz z zadaniem jej zdobycia.
Dowódca pułku wyznaczył do awangardy  III batalion kpt. Edmunda Efferta. Liczył on około 450 żołnierzy i posiadał 6 ciężkich karabinów maszynowych.
Po drodze batalion zmiatał liczne patrole bojowe nieprzyjaciela i przed wieczorem 23 maja dotarł pod Bohuszewicze. Według oceny polskiego dowódcy miejscowości broniło około 1500 żołnierzy, a piechotę wspierała bateria artylerii.
Kapitan Effert zdecydował się wykorzystać element zaskoczenia i zaatakować załogę broniącą miejscowość. Atakiem nocnym z trzech stron wdarły się do Bohuszewicz, a  zaskoczony przeciwnik po krótkiej walce wycofywał się w nieładzie porzucając broń ciężką i tabory. Nadciągające siły główne pułku pomogły w wyłapywaniu czerwonoarmistów.
Następnego dnia I i II batalion odmaszerował w kierunku na Jakszyce i Osmołówkę, a w Bohuszewiczach pozostał jedynie III batalion, który w ciągu dnia odparł ataki nieprzyjaciela. Wieczorem oddziały Armii Czerwonej wycofały się za Berezynę, a front ustabilizował się na kilkanaście dni.
16 września 1920 pod Kobryniem śmiertelnie ranny został dowódca pułku, ppłk Arnold Szylling, który zmarł następnego dnia w godzinach wieczornych.

### Bilans walk
W czasie wojny z bolszewikami zginęło oraz zmarło wskutek doznanych ran 7 oficerów, w tym dowódca pułku oraz 288 podoficerów i szeregowców. Ponadto 706 żołnierzy zostało rannych, a kolejnych 193 zaginionych. 40 żołnierzy pułku odznaczonych zostało Krzyżem Srebrnym Orderu Virtuti Militari. 51 oficerów i 385 szeregowców uhonorowanych zostało Krzyżem Walecznych. Pułk w czasie prowadzonych działań wojennych zdobył sztandar sowieckiego pułku kawalerii, 5 380 jeńców, 3 950 karabinów, 115 ciężkich karabinów maszynowych, 21 dział z jaszczami i zaprzęgiem, jeden pociąg pancerny z dwoma działami i 7 ciężkimi karabinami maszynowymi, 186 koni oraz dużo wozów i innego materiału wojennego. 14 sierpnia 1920 roku Józef Piłsudski dokonał przeglądu pułku i odznaczył Krzyżem Srebrnym Orderu Virtuti Militari 6 bohaterów.

### Mapy walk pułku

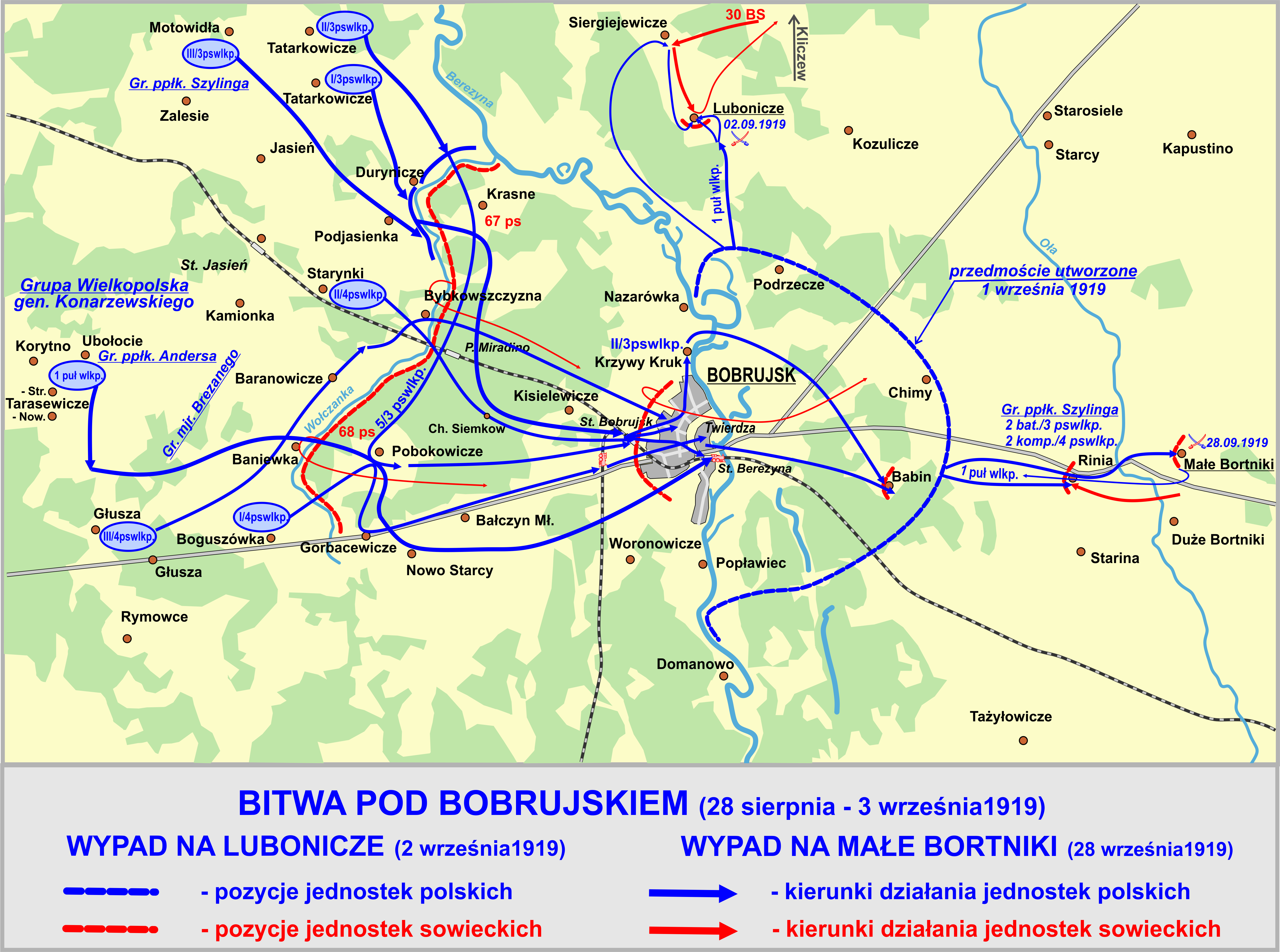
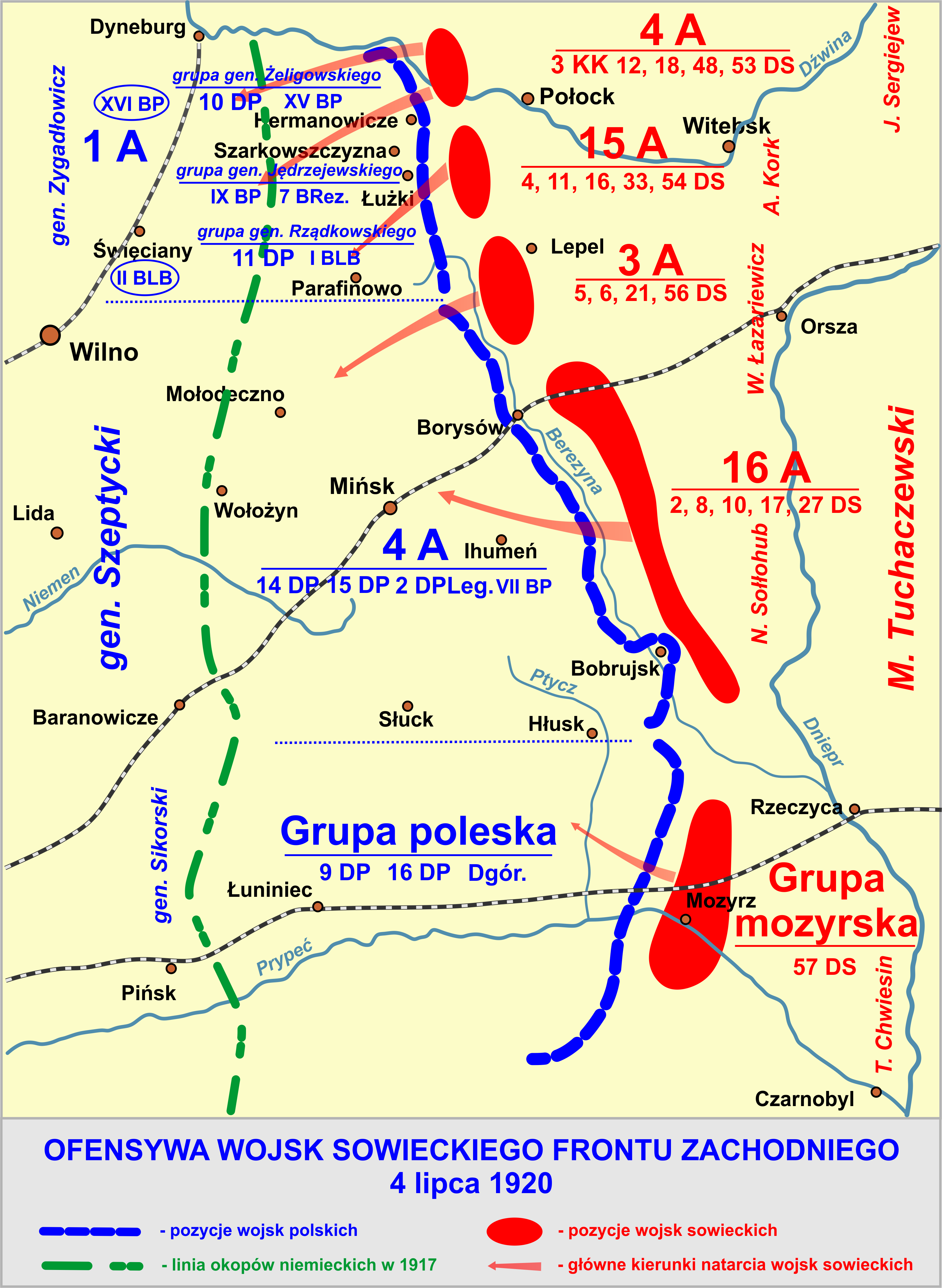
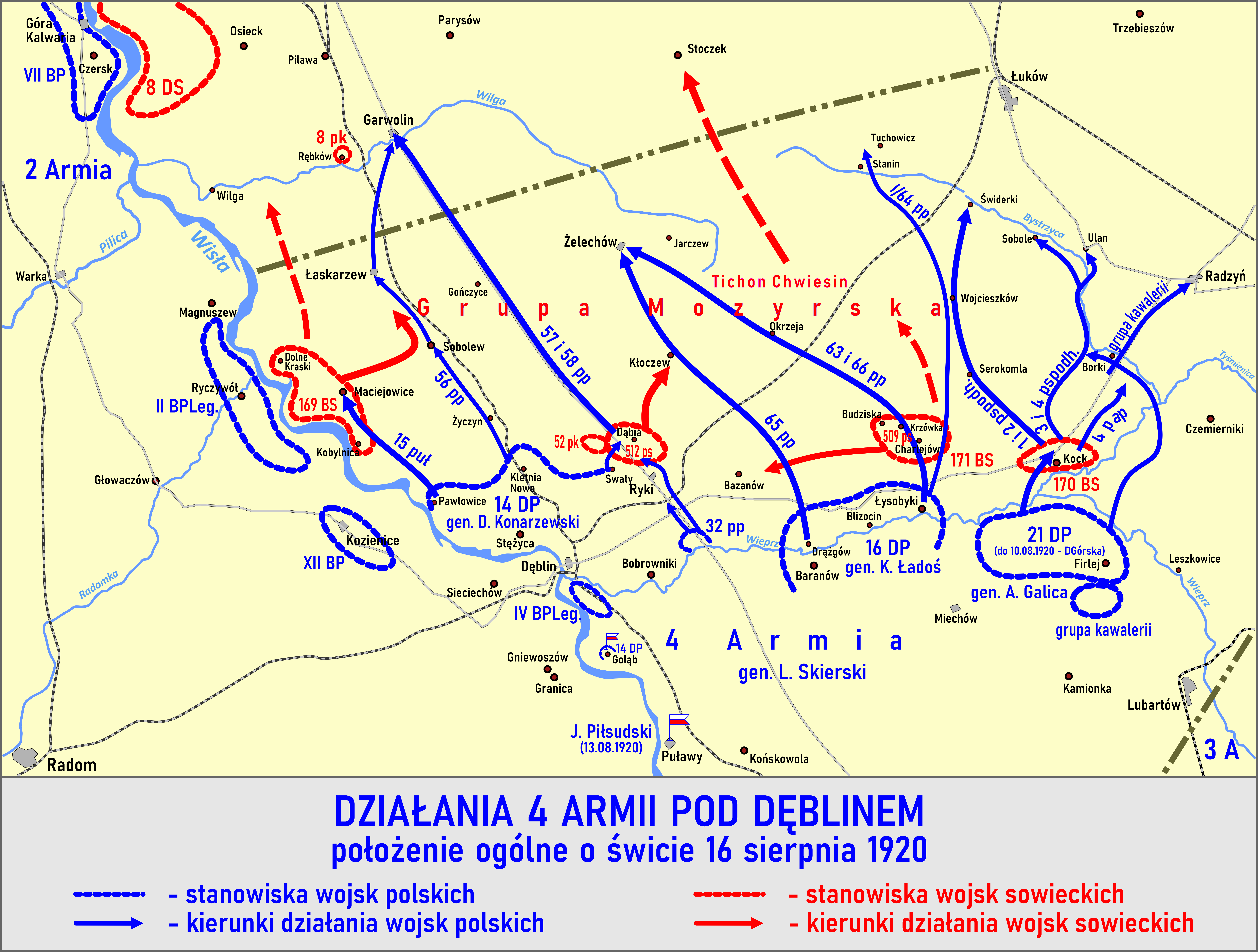
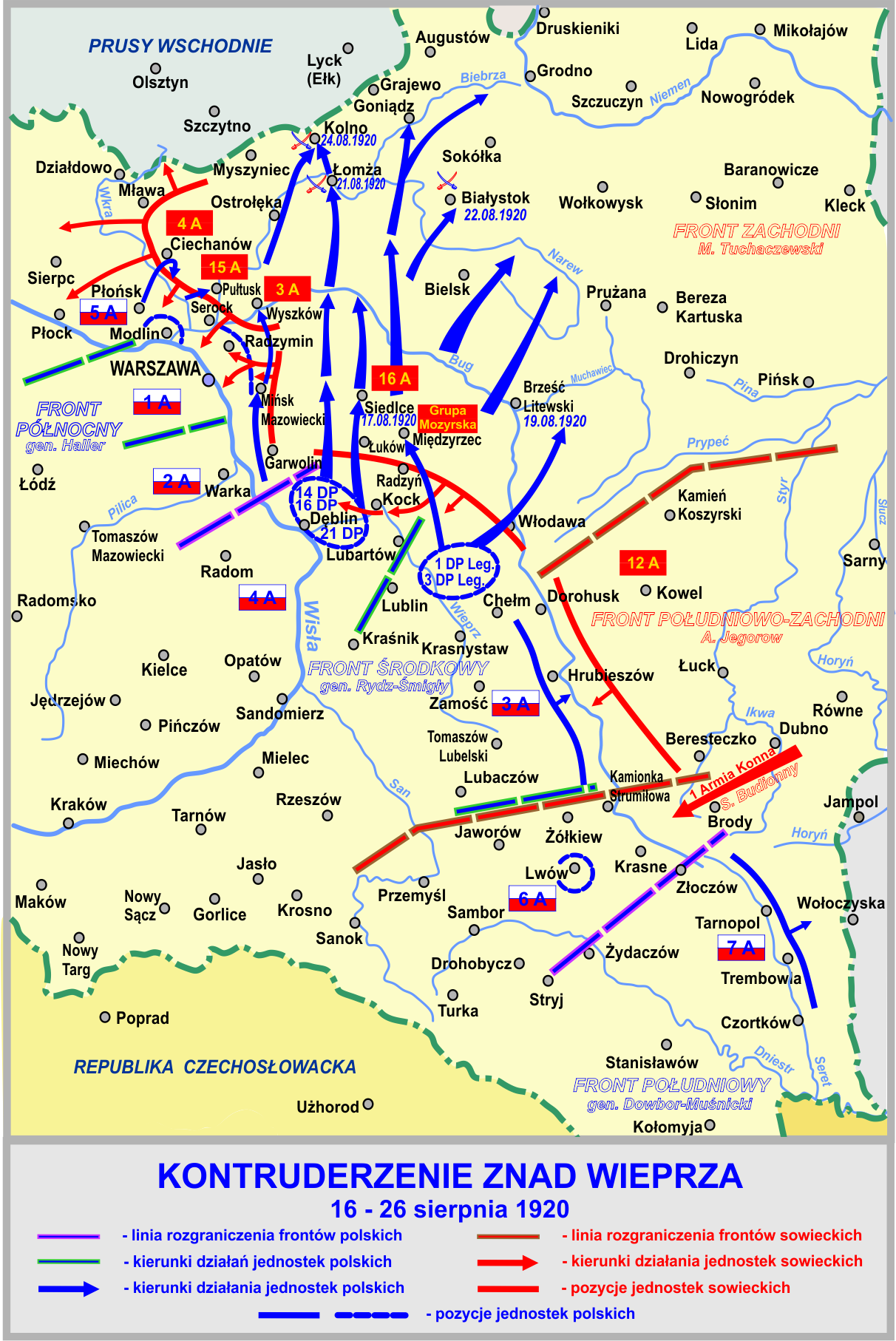
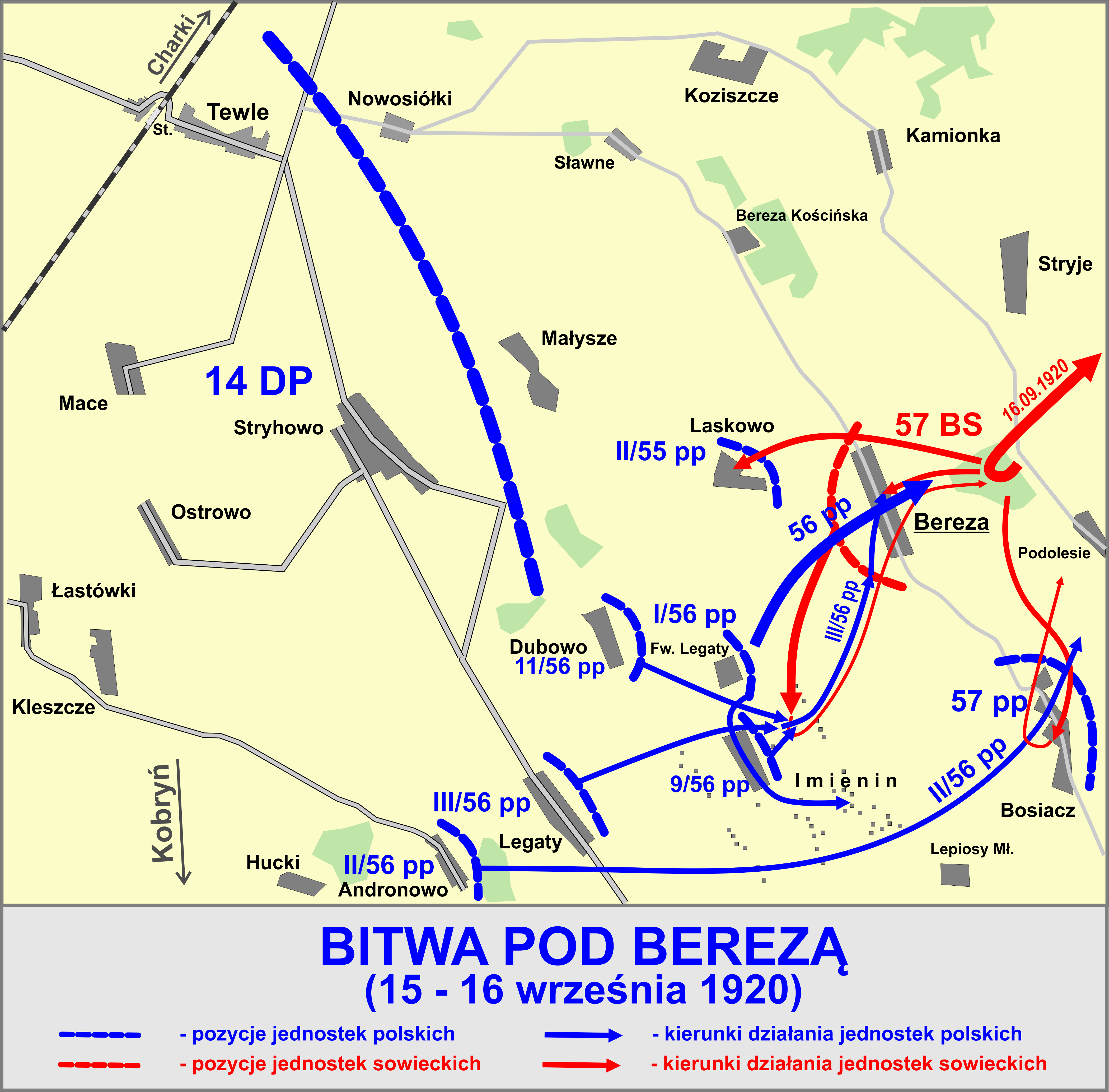
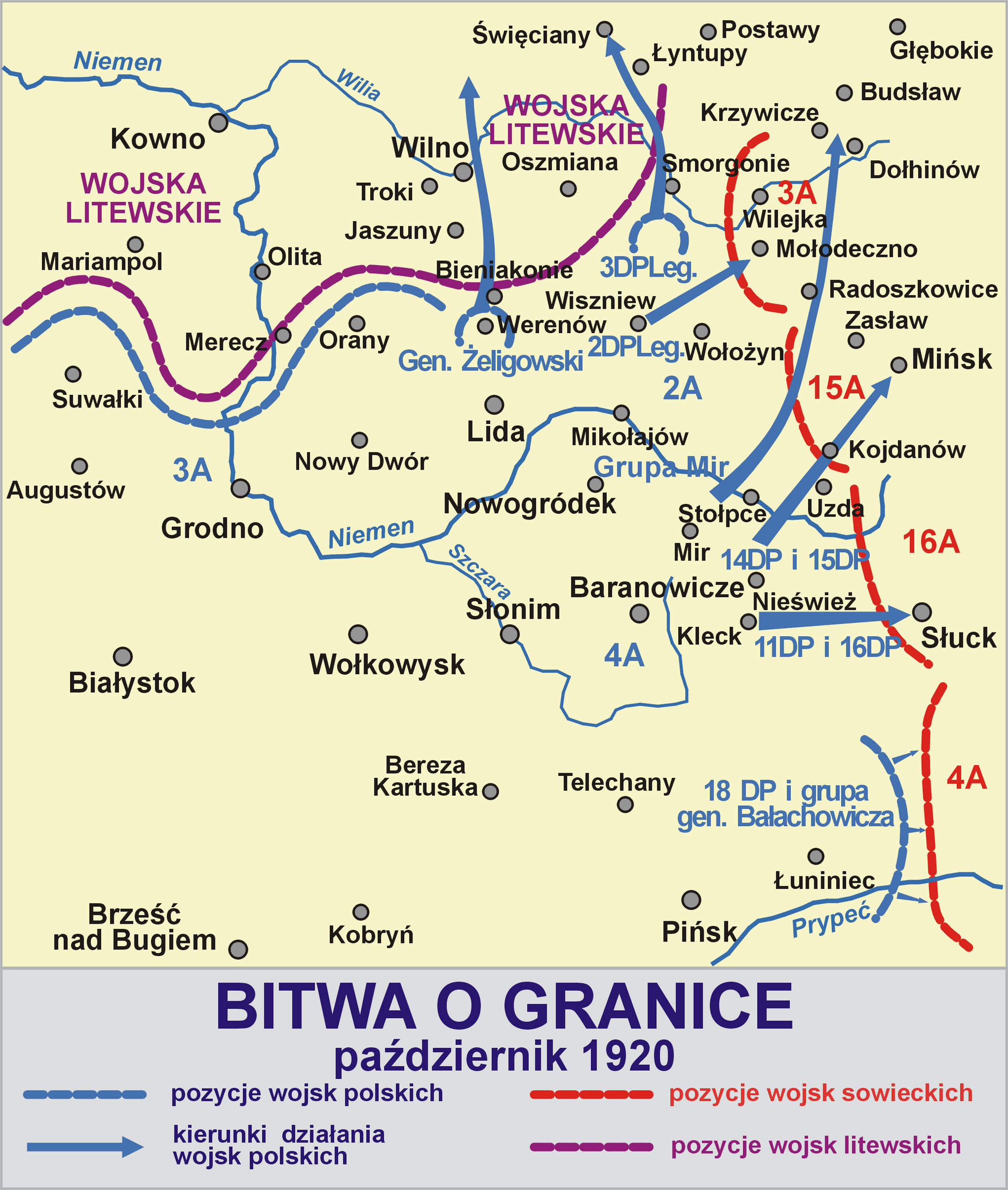

### Kawalerowie Virtuti Militari
| Żołnierze pułku odznaczeni Krzyżem Srebrnym Orderu Wojskowego Virtuti Militari za wojnę 1918-1921 | Żołnierze pułku odznaczeni Krzyżem Srebrnym Orderu Wojskowego Virtuti Militari za wojnę 1918-1921 | Żołnierze pułku odznaczeni Krzyżem Srebrnym Orderu Wojskowego Virtuti Militari za wojnę 1918-1921 |
| ------------------------------------------------------------------------------------------------- | ------------------------------------------------------------------------------------------------- | ------------------------------------------------------------------------------------------------- |
| st. szer. Ignacy Adamski                                                                          | por. Władysław Barański nr 795                                                                    | sierż. Michał Bocian (14 VIII 1920)                                                               |
| ppor. Mieczysław Chudziński                                                                       | kpt. Paweł Cyms                                                                                   | sierż. Bolesław Dębowski (14 VIII 1920)                                                           |
| sierż. Karol Dressler                                                                             | kpt. Edmund Effert                                                                                | ppor. Ludwik Figlus                                                                               |
| por. Hipolit Jazdon                                                                               | ppor. Leon Karwik                                                                                 | szer. Walenty Kiciński (14 VIII 1920)                                                             |
| ppor. Jan Kłoś                                                                                    | sierż. Władysław Kowalski (14 VIII 1920)                                                          | por. Ludwik Kubicki                                                                               |
| szer. Stanisław Kwaśniewski                                                                       | st. szer. Marian Lange                                                                            | ppor. Józef Liczbiński                                                                            |
| por. Adolf Łojkiewicz                                                                             | ppor. Stanisław Maćkowiak                                                                         | kpr. Leon Marciniak                                                                               |
| kpt. Władysław Michalak                                                                           | kpr. Antoni Migaszewski                                                                           | sierż. Szczepan Nędza                                                                             |
| kpr. Walenty Olejniczak                                                                           | kpr. Walenty Piaszczyński                                                                         | ppłk Zygmunt Rust                                                                                 |
| szer. Bolesław Sokołowski                                                                         | chor. Józef Sołtysiak                                                                             | por. Władysław Srocki                                                                             |
| ppor. Roch Stebnowski                                                                             | kpt. Karol Świnarski                                                                              | por. Florian Szulc                                                                                |
| płk Arnold Szylling                                                                               | kpr. Ignacy Tadeuszczak                                                                           | plut. Stanisław Talbierz                                                                          |
| szer. Andrzej Wawrzynowicz                                                                        | szer. Władysław Wysocki (14 VIII 1920)                                                            | st. sierż. Stanisław Zygmunt                                                                      |
| st. szer. Ignacy Żarczak                                                                          | st. sierż. Teofil Skrzypczak                                                                      |                                                                                                   |

Pierwszych sześciu żołnierzy odznaczył osobiście Naczelny Wódz w czasie przeglądu pułku przeprowadzonego 14 sierpnia 1920 roku we wsi Irena.

## Pułk w okresie pokoju

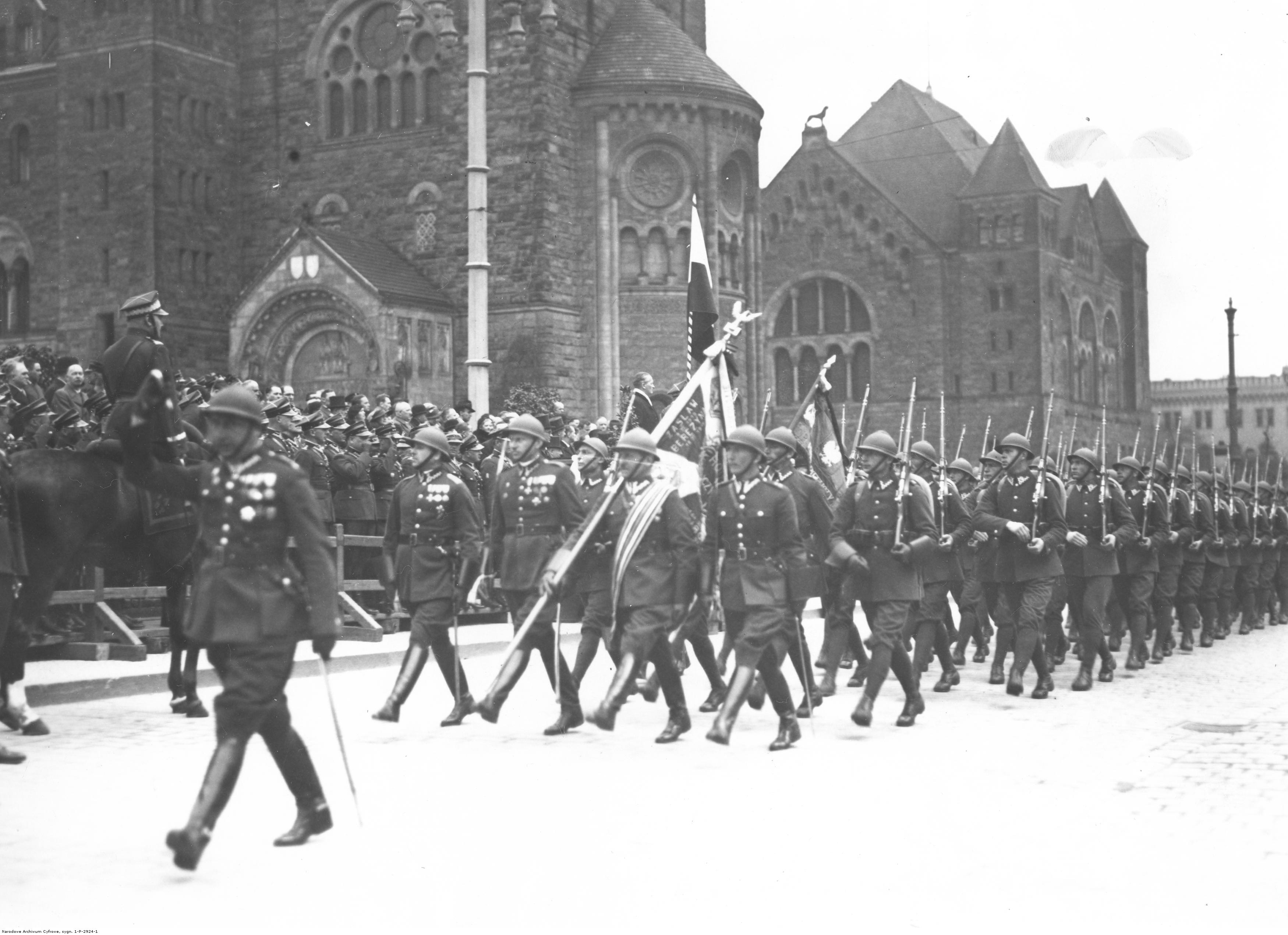
Święto Narodowe 3 Maja 1936 w Poznaniu - defilada oddziałów 57 pp

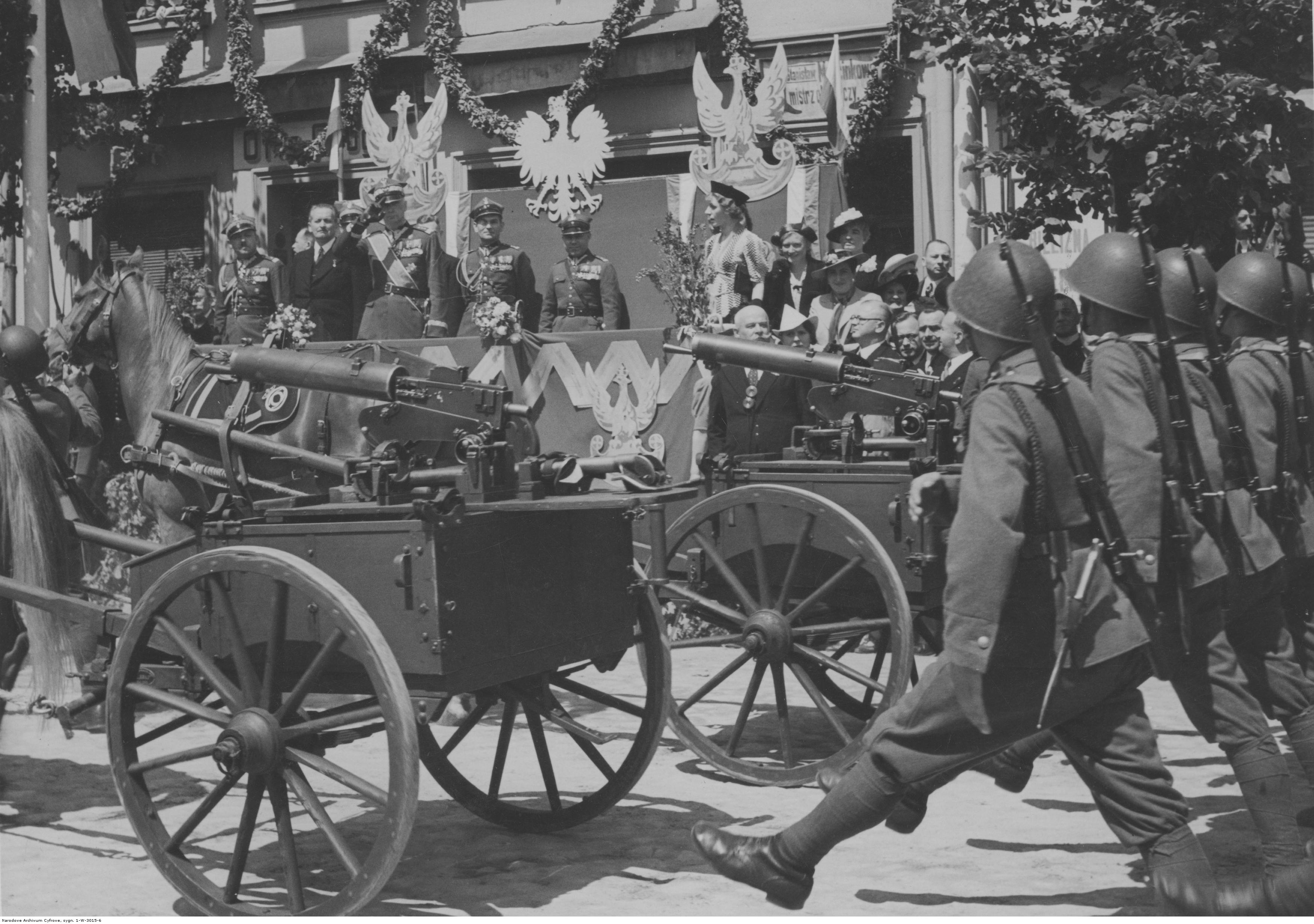
Defilada 57 pp. Na trybunie przepasany szarfą gen. Kazimierz Sosnkowski. Widoczne ckm-y Browning wz. 30 na biedkach; lipiec 1938

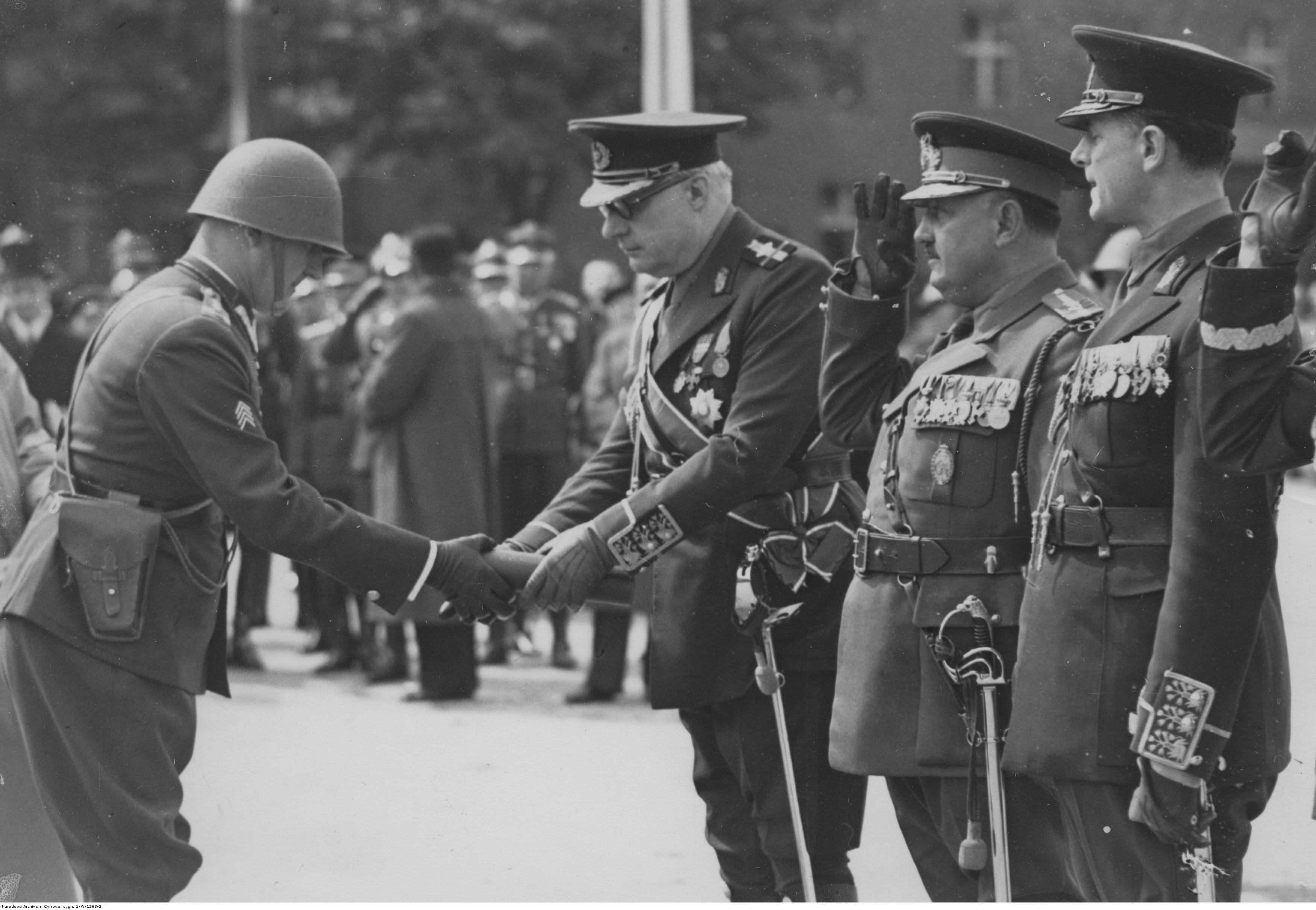
Święto 57 pp - d-ca płk Tomasz Rybotycki wręcza odznakę pułkową ambasadorowi Rumunii Richardowi Franassovici; maj 1939

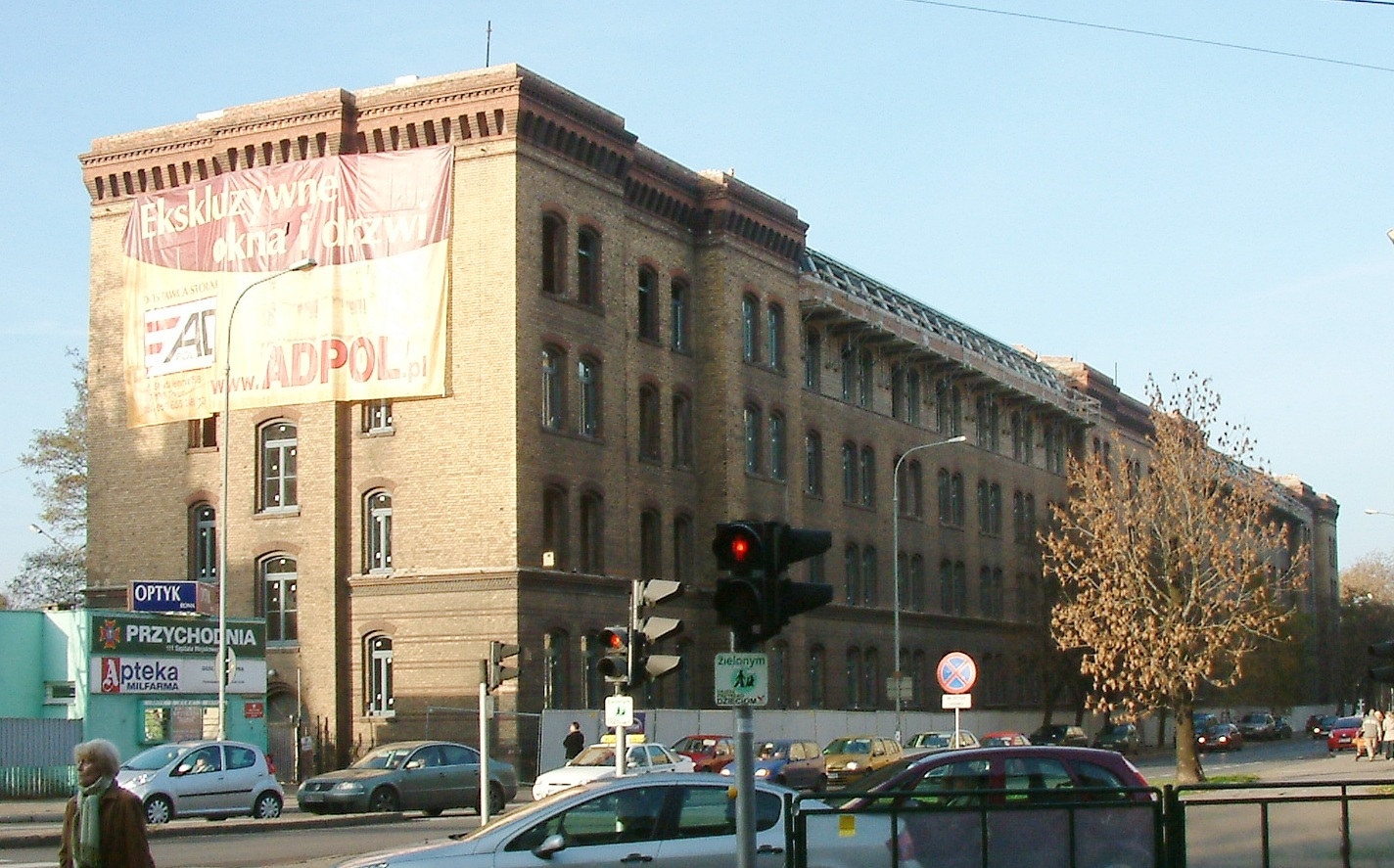
Wschodni budynek koszar pułku

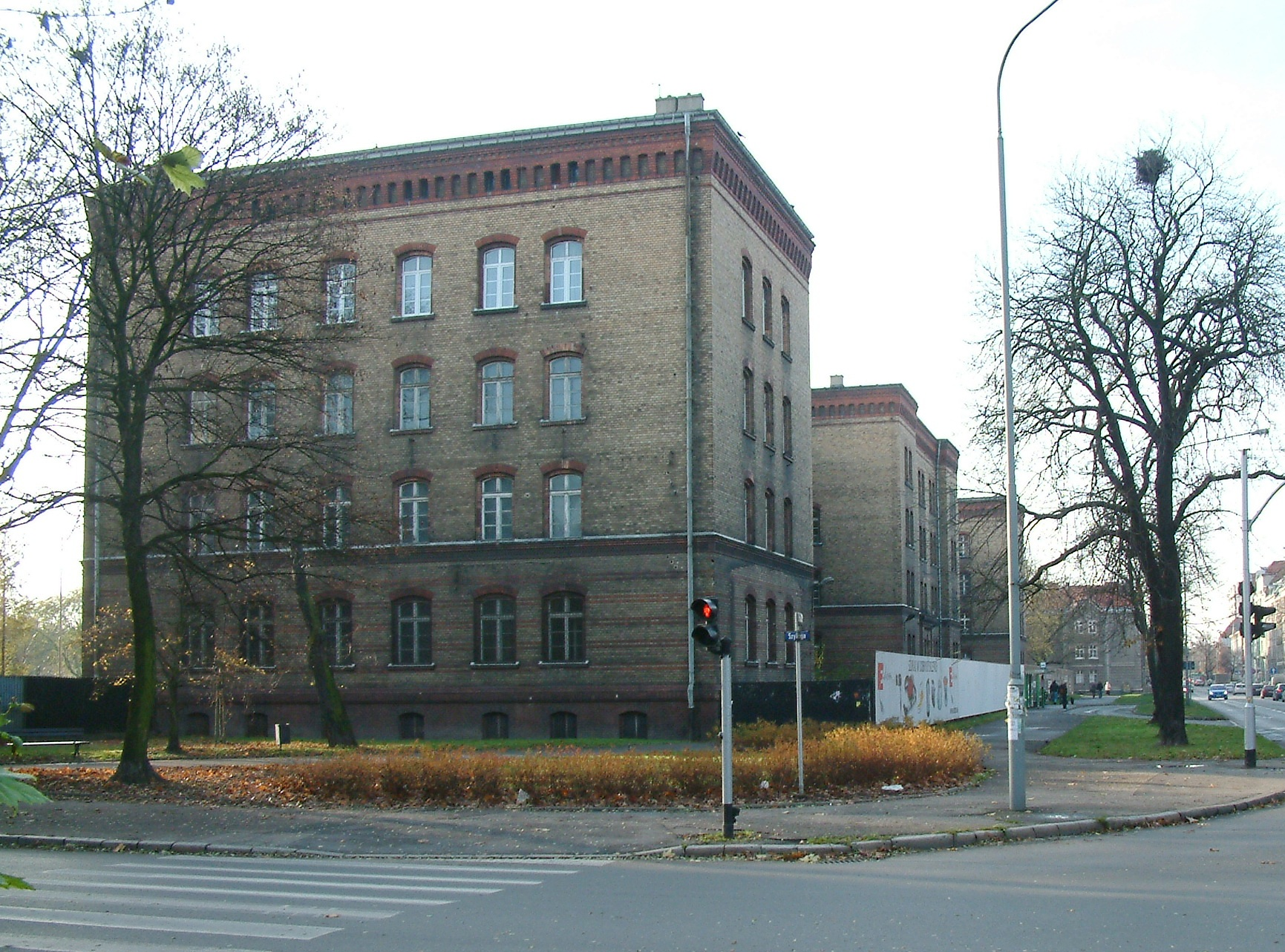
Północny budynek koszar w Poznaniu

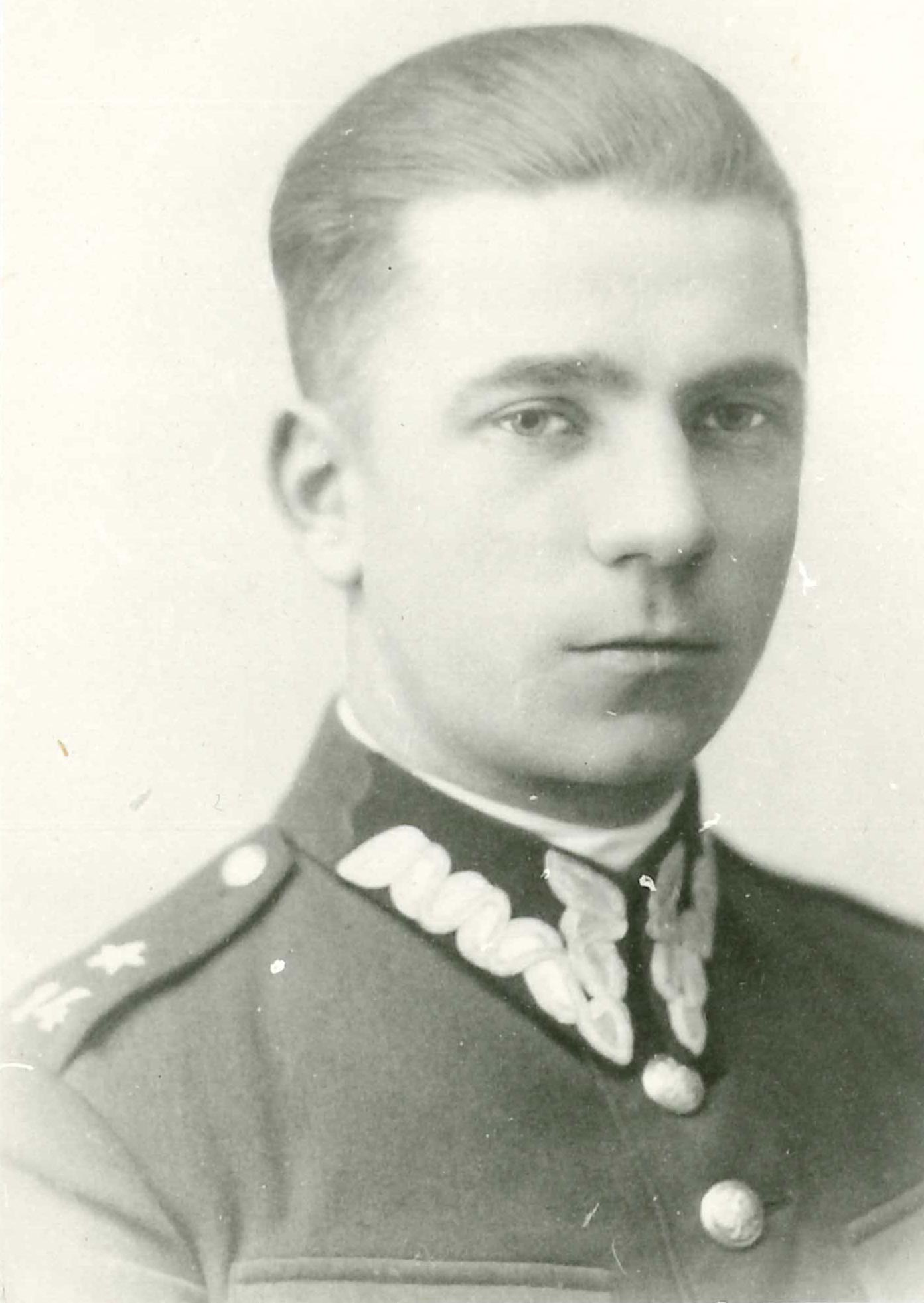
Podporucznik Jan Grabiński jako oficer 14 pp. W marcu 1939 r., w randze kapitana 57 pp, dowodził plutonem na Dywizyjnym Kursie Podchorążych Rezerwy Piechoty przy 14 DP.

W Boże Narodzenie 1920 roku pułk powrócił z Wołkowyska do Poznania, jako swego stałego garnizonu.
W czwartek 14 sierpnia 1924 roku, w Obozie Ćwiczeń w Biedrusku, w ostatnim dniu manewrów, jedenastu żołnierzy pułku postanowiło przepłynąć wpław Wartę. Jednego z pływaków uratował dowódca pułku, ppłk Wiktor Unrug, drugiego żołnierze 7 pułku saperów, trzeci samodzielnie dopłynął do brzegu. Niestety pozostałych ośmiu żołnierzy utonęło w nurtach rzeki. Utonęli: sierż. Ignacy Lewandowski, kpr. Leon Walkowiak, st. szer. Leon Szott, st. szer. Władysław Hofmański, st. szer. Maksymilian Balcerzak, szer. Józef Małysz, szer. Franciszek Rosadziński i szer. Walter Fellner.
W czasie zamachu majowego 57 pp wraz z 58 pp, pod dowództwem gen. Anatola Kędzierskiego, został wysłany z Wielkopolski na pomoc legalnym władzom Polski.
Do Warszawy przetransportowano dwa bataliony oraz szkołę podoficerską pułku, w sumie: 26 oficerów, 5 chorążych, 49 podoficerów, 426 szeregowców, 30 koni, 4 kuchnie polowe,4 wozy przykuchenne oraz 2 wozy amunicyjne. Pułkiem dowodził w czasie działań zbrojnych 1926 roku zastępca dowódcy pułku – ppłk Wincenty Rutkiewicz, I batalionem major Władysław Zakrzewski, 1 kompanią kpt. Władysław Michalak, 2 kompanią kpt. Cyprian Chodźko, 3 kompanią kpt. Michał Ciążyński, kompanią ckm kpt. Edward Nowrat, II batalionem ppłk Gustaw Płaskowicki, szkołą podoficerską – kpt. Stefan Pfont, pluton łączności i pionierów kpt. Franciszek Tabaczyński, kompania ckm kpt. Florian Szulc.
W dniach 13–14 maja pododdziały 57 pp, wierne złożonej przysiędze, biły się na ulicach Warszawy broniąc Prezydenta RP i rządu. W trakcie działań zbrojnych oddziały pułku zdobyły, a następnie przez wiele godzin broniły gmachu Ministerstwa Spraw Wojskowych. Kompania kpt. Cypriana Chodźki broniła lotniska. Mimo przegranej strony rządowej w maju 1926 roku pułk po powrocie do Poznania był owacyjnie witany przez mieszkańców i miejscowe władze m.in. dowódcę Okręgu Korpusu gen. Edmunda Hausera. Jednostki pułku odbyły defiladę na pl. Wolności.
Straty pułku podawane są różnie w zależności od źródła: 
- imienna lista poległych jest następująca: 3 podoficerów (w tym: sierż. Walenty Jańczak, sierż. Józef Rutkowski, plut. Michał Saterski), 10 szeregowców (w tym: Marian Myślewski, Franciszek Sztul, Wawrzyniec Reis, Piotr Bryk, Michał Pluskota, Jan Moszkiewicz, Antoni Wachowski, Aleksander Ratajczak, Michał Szczykała, Łukasz Kasperski),
- ranni: 4 oficerów (w tym kpt. Cyprian Chodźko), 2 chorążych (w tym Szczepan Nędza), 2 podoficerów (w tym plut. Sajewski)i 2 szeregowców[22].

19 maja 1927 roku minister spraw wojskowych marszałek Polski Józef Piłsudski ustalił i zatwierdził dzień 14 lutego, jako datę święta pułkowego. 14 grudnia 1928 roku Minister Spraw Wojskowych marszałek Polski Józef Piłsudski zmienił datę święta pułkowego 57 pp z dnia 14 lutego na dzień 23 maja.
Na podstawie rozkazu wykonawczego Ministerstwa Spraw Wojskowych do Departamentu Piechoty o wprowadzeniu organizacji piechoty na stopie pokojowej PS 10-50 z 1930 roku, w Wojsku Polskim wprowadzono trzy typy pułków piechoty. 57 pułk piechoty zaliczony został do typu II pułków piechoty (tzw. wzmocnionych). W każdym roku otrzymywał około 845 rekrutów. Stan osobowy pułku wynosił 68 oficerów oraz 1900 podoficerów i szeregowców. Na czas wojny przewidywany był do pierwszego rzutu mobilizacyjnego. W okresie zimowym posiadał dwa bataliony starszego rocznika i batalion szkolny, w okresie letnim zaś trzy bataliony strzeleckie. Jego stany były wyższe od pułku „normalnego” (typ I) o ok. 400–700 żołnierzy.
W 1937 król Rumunii Karol II Hohenzollern-Sigmaringen w czasie swojej wizyty w Polsce objął honorowe szefostwo nad 57 pułkiem piechoty wielkopolskiej. Ponadto odznaczył pułk wysokim odznaczeniem rumuńskim.
28 czerwca 1937 roku Prezydent RP Ignacy Mościcki nadał 57 pułkowi piechoty wielkopolskiej nazwę „57 pułk piechoty Karola II Króla Rumunii”.
| Obsada personalna i struktura organizacyjna w marcu 1939 | Obsada personalna i struktura organizacyjna w marcu 1939 |
| Stanowisko                                               | Stopień, imię i nazwisko                                 |
| Dowództwo                                                | Dowództwo                                                |
| -------------------------------------------------------- | -------------------------------------------------------- |
| dowódca pułku                                            | płk dypl. Stanisław Edward Grodzki                       |
| I zastępca dowódcy                                       | ppłk dypl. Tomasz Rybotycki                              |
| adiutant                                                 | kpt. Marian II Filipowicz                                |
| starszy lekarz                                           | mjr dr Zygmunt Piechurski                                |
| młodszy lekarz                                           | ppor. lek Lucjan Paweł Teresiński                        |
| II zastępca dowódcy (kwatermistrz)                       | mjr Adam Solski                                          |
| oficer mobilizacyjny                                     | kpt. adm. (piech.) Bronisław Wolny                       |
| zastępca oficera mobilizacyjnego                         | kpt. Łukasz Grzywacz                                     |
| oficer administracyjno-materiałowy                       | p.o. chor. Zygmunt Kuchowicz                             |
| oficer gospodarczy                                       | kpt. int. Stanisław I Madaliński                         |
| oficer żywnościowy                                       | chor. Ignacy Salamon                                     |
| oficer taborowy                                          | kpt. tab. Adam Zaworski                                  |
| kapelmistrz                                              | kpt. adm. (kapelm.) Antoni Szatkowski                    |
| dowódca plutonu łączności                                | kpt. Wilhelm Józef Sawicz                                |
| dowódca plutonu pionierów                                | p.o. kpt. Jan Krassowski                                 |
| dowódca plutonu artylerii piechoty                       | kpt. art. Franciszek Fido                                |
| dowódca plutonu ppanc.                                   | por. Feliks Rewers                                       |
| dowódca oddziału zwiadu                                  | por. Władysław Polaszek                                  |
| I batalion                                               |                                                          |
| dowódca batalionu                                        | mjr dypl. mgr Witold Sujkowski                           |
| dowódca 1 kompanii                                       | kpt. Bohdan Żebrowski                                    |
| dowódca plutonu                                          | por. Stefan Radzimiński                                  |
| dowódca plutonu                                          | ppor. Józef Mikoś                                        |
| dowódca 2 kompanii                                       | kpt. Władysław Kaniowski                                 |
| dowódca plutonu                                          | ppor. Zdzisław Włodzimierz Pietrzyk                      |
| dowódca 3 kompanii                                       | kpt. Stanisław Kazimierz Gliński                         |
| dowódca plutonu                                          | por. Józef Poleć                                         |
| dowódca plutonu                                          | ppor. Karol Piotr Grzegorczyk                            |
| dowódca 1 kompanii km                                    | por. Józef Szmal                                         |
| dowódca plutonu                                          | ppor. Mieczysław Zygmanowski                             |
| II batalion                                              |                                                          |
| dowódca batalionu                                        | mjr Karol Albert Wieczorek                               |
| dowódca 4 kompanii                                       | kpt. mgr Eugeniusz Pobihuszczyj                          |
| dowódca plutonu                                          | ppor. Zygmunt Dobrowolski                                |
| dowódca plutonu                                          | ppor. Jan Stanisław Horocki                              |
| dowódca 5 kompanii                                       | kpt. Włodzimierz Julian Sawka                            |
| dowódca plutonu                                          | ppor. Paweł Józef Piechota                               |
| dowódca 6 kompanii                                       | kpt. Franciszek Trojanowski                              |
| dowódca plutonu                                          | por. Leon Jarzemski                                      |
| dowódca plutonu                                          | por. Tadeusz Cezary Heidrych                             |
| dowódca plutonu                                          | ppor. Joachim Ferdynand Wojdowski                        |
| dowódca 2 kompanii km                                    | kpt. Bolesław Stanisław Sobociński                       |
| dowódca plutonu                                          | por. Sylwester Złotkowski                                |
| dowódca plutonu                                          | ppor. Władysław Nowak                                    |
| III batalion                                             |                                                          |
| dowódca batalionu                                        | mjr Józef Kępiński                                       |
| dowódca 7 kompanii                                       | por. Stanisław Marek Drozd                               |
| dowódca plutonu                                          | por. Witold Zbigniew Marian Wierusz                      |
| dowódca plutonu                                          | ppor. Brunon Jasiński                                    |
| dowódca plutonu                                          | ppor. Józef Rzysko                                       |
| dowódca 8 kompanii                                       | kpt. Stefan Wojciechowski                                |
| dowódca plutonu                                          | por. Józef Durkalec                                      |
| dowódca plutonu                                          | ppor. Jan Wyderkowski                                    |
| dowódca plutonu                                          | ppor. Stanisław Perzanowski                              |
| dowódca 9 kompanii                                       | por. Czesław Kazimierz Radomiński                        |
| dowódca plutonu                                          | ppor. Edmund Kurz                                        |
| dowódca 3 kompanii km                                    | por. Mściwój Aleksander Kokorniak                        |
| dowódca plutonu                                          | ppor. Stanisław Piątkowski                               |
| na kursie                                                | kpt. Tadeusz Józef Czemeres                              |
| na kursie                                                | por. Aleksander Foege                                    |
| Dywizyjny Kurs Podchorążych Rezerwy 14 DP                |                                                          |
| dowódca                                                  | mjr Stanisław Józef Hrycek                               |
| dowódca plutonu                                          | kpt. Jan Witold Grabiński                                |
| dowódca plutonu                                          | por. Stefan Bączkowski                                   |
| dowódca plutonu                                          | por. Eugeniusz Julian Dittmajer                          |
| dowódca plutonu                                          | por. Józef Lis                                           |
| 57 obwód przysposobienia wojskowego „Poznań”             |                                                          |
| kmdt obwodowy PW                                         | kpt. piech. Antoni II Cichoń                             |
| kmdt powiatowy PW Nowy Tomyśl                            | por. piech. Janusz Bronimir Dolewski                     |
| kmdt powiatowy PW Międzychód                             | por. adm. (piech.) Jan Michajluk                         |
| kmdt powiatowy PW Szamotuły                              | kpt. piech. Stanisław Steczkowski                        |

## 57 pp w kampanii wrześniowej

### Mobilizacja
W związku z narastaniem zagrożenia politycznego 23 marca 1939 nastąpiła częściowa mobilizacja alarmowa dla oddziałów Okręgu Korpusu nr IX i częściowo dla OK nr IV. Na terenie OK nr VII również zwiększono gotowość bojową poprzez powołanie części rezerwistów na dodatkowe ćwiczenia zwiększając stany osobowe jednostek piechoty w rejonach pogranicznych. Rozkazem dowódcy OK VII gen. bryg. Edmunda Knoll-Kownackiego w każdym pułku piechoty sformowano oddział ćwiczebny w sile batalionu piechoty na etatach wojennych z plutonami kolarzy, pionierów, przeciwpancernym, przeciwgazowym i połową plutonu artylerii piechoty. 57 pułk piechoty w Poznaniu sformował na pełnych etatach I batalion. Batalion ten uczestniczył od marca 1939 w pracach fortyfikacyjnych w rejonie Poznania. W okresie od maja do lipca dokonano wymiany rezerwistów w zmobilizowanych pododdziałach. 24 sierpnia 1939 we wczesnych godzinach porannych rozpoczęto mobilizację alarmową w Okręgach Korpusu graniczących z III Rzeszą Niemiecką.  
57 pułk piechoty w garnizonie Poznań od godz. 6.00 w ramach mobilizacji alarmowej zmobilizował: 
W grupie brązowej20 w czasie  G20+30 
- kompanię km plot. typ B nr 71.

W grupie niebieskiej 
- 57 pułk piechoty na etatach i w organizacji wojennej, w czasie od A+24 do A+48,
- kompania kolarzy nr 71, w czasie A+40,
- kompania asystencyjna  nr 171, w czasie A+40,
- pluton miotaczy ognia nr 71, w czasie A+48,
- batalion marszowy 57 pp, w czasie A+60,
- uzupełnienie marszowe kompanii kolarzy nr 71, w czasie A+60,
- batalion marszowy 55 pp, w czasie A+60[32].

Stawiennictwo rezerwistów było wzorowe. Niewielkie problemy wystąpiły podczas poboru koni i wozów. Duży napływ rezerwistów wymusił sformowanie już po kilku godzinach Oddziału Zbierającego Nadwyżki 57 pp. Bataliony pułku mobilizowały się poza koszarami na miejscu w koszarach dowództwo pułku i pułkowe pododdziały specjalne. II batalion mobilizował się w Szkole księdza Piotrowskiego przy ul. Ferdynanda Focha. Pozostałe dwa bataliony mobilizowały się w szkole  powszechnej przy ul. Berwińskiego i w podpoznańskiej wsi Kotowo. 24 sierpnia wieczorem 57 pp osiągnął gotowość marszową. 28 sierpnia OZN 57 pp odjechał do Ośrodka Zapasowego 14 Dywizji Piechoty w Kutnie. 28 sierpnia kompania zwiadowców 57 pp bez plutonu konnego odjechała wraz z 71 samodzielną kompanią czołgów rozpoznawczych w rejon Grodziska Wielkopolskiego do patrolowania granicy w kierunku Wolsztyna i Zbąszyna. Do 29 sierpnia zgrywano i organizowano pododdziały pułku. 29 sierpnia pododdziały pułku podjęły przegrupowanie na stanowiska osłonowe wokół Poznania.

### Działania bojowe 57 pp
57 pułk piechoty w składzie macierzystej 14 Dywizji Piechoty wszedł w skład Armii „Poznań” pod dowództwem gen. dyw. Tadeusza Kutrzeby.

#### Walki w obronie Wielkopolski
O świcie 1 września 1939 57 pp zajmował pozycje: II batalion na odcinku osłonowym zachodnim, Poznań-Jeżyce, na kierunku Ławica-Junikowo z rozwiniętymi 5 i 6 kompaniami strzeleckimi po obu stronach ul. Bukowskiej. III batalion na odcinku osłonowym południowym, Górczyn. I batalion jako odwód w rejonie ul. Grunwaldzkiej i Dąbrowskiego. Kompania zwiadowcza w rejonie Nowy Tomyśl Zbąszyń prowadziła działania rozpoznawcze. Dowództwo pułku w podziemiach hotelu „Polonia”. O świcie Zbąszyń został opanowany przez niemiecki pododdział. Kompania zwiadu 57 pp wzmocniona plutonem Straży Granicznej i plutonem czołgów rozpoznawczych z 71 skczr o godz. 9.00 wykonała natarcie na Zbąszyń odbijając miasto z rąk niemieckich, wyeliminowano 16 żołnierzy niemieckich oraz wzięto jeńców. Wieczorem niemiecki kontratak wyparł wzmocnioną kompanię zwiadu. Rano 2 września kolejne natarcie kompanii zwiadu 57 pp pozwoliło odbić tylko wschodnią część miasta. Rozkazem dowódcy 14 DP gen. bryg. Franciszka Włada do odbicia Zbąszynia w południe została skierowana autobusami wzmocniona 3 kompania strzelecka, lecz z powodu zniszczeń dróg i mostów i zawałów leśnych w lasach na wschód od Nowego Tomyśla wykonanych przez własnych saperów, kolumna nie dojechała na miejsce. Kompania zwiadu zajęła stanowiska w rejonie Nowego Tomyśla. Do odbicia Zbąszynia nie doszło. W godzinach wieczornych 2 września zadania osłony Poznania od 14 DP przejęła Podolska Brygada Kawalerii. 14 DP, a w jej składzie 57 pp odszedł do odwodu armii na wschodnim brzegu Warty w rejon Swarzędza. Wieczorem 57 pp z I dywizjonem 14 pułku artylerii lekkiej podjął marsz, przechodząc o godz. 20.00 na wschodni brzeg Warty, a następnie poprzez Główna, Kobylnica, Wierzonka stanął w lasach Wierzonka, Wierzenica.
3 września pułk odpoczywał w osiągniętym rejonie, dołączyła 3 kompania strzelecka. Wieczorem 57 pp wraz z II dywizjonem 14 pal podjął marsz w szykach dywizji do obszaru Czerniejewo-Września poprzez Kostrzyń, Nekla. O świcie 4 września osiągnął rejon miejscowości Nekla, Radomice, Graby. Wieczorem rozkazem dowództwa armii podjął dalszy marsz w składzie macierzystej dywizji w rejon Skulska, osiągając po nocnym marszu, we wczesnych godzinach rannych 5 września lasy na północ od Niezgody. Ponowny nocny marsz 5/6 września miał pozwolić osiągnąć stanowiska na głównej pozycji obrony armii w rejonie Skulska. 6 września rano 57 pp zatrzymał się na postój głównymi siłami pułku w rejonie Wiśniewa-Góry, a III batalionem w Szyszynie. 6 września kompania zwiadu wycofała się z rejonu Nowego Tomyśla i dotarła do Poznania. Ze względu na wycofanie się sąsiedniej Armii „Łódź” na znaczną odległość od linii Warty, rozkazem Naczelnego Wodza, Armia „Poznań” otrzymała rozkaz marszu na Łęczycę. Z tego względu 57 pp wraz II/14 pal i całą dywizją opuścił rejon Skulska i podjął marsz nocny osiągając rano 7 września Nowiny Brdowskie oraz lasy na południowy wschód od tej miejscowości. Pułk zatrzymał się na odpoczynek. Do pułku dołączyła po intensywnym marszu kompania zwiadu.
7 września wieczorem podjęto następny nocny marsz osiągając 8 września o godz.9.00 rejon Krośniewic. W Krośniewicach stanęły główne siły pułku, a w Bielicach I batalion. 57 pp w składzie 14 DP wchodził w skład Grupy Operacyjnej gen. bryg. Edmunda Knoll-Kownackiego. Do dowództwa 14 DP i dowództwa pułku dotarły rozkazy o przygotowaniach do wykonania zwrotu zaczepnego na wojska niemieckie za Bzurą. W nocy 8/9 września 57 pp podjął przegrupowanie celem zajęcia stanowisk wyjściowych do natarcia na północnym brzegu Bzury, przechodząc na południowy wschód od Kutna. O świcie 9 września 57 pp stanął w rejonach wyjściowych do natarcia: I/57 pp wraz z 6 baterią 14 pal Marcinów-Świniary. II/57 pp wraz z 5/14 pal w Rybie-folwark Rybie-Stefanów. III/57 pp wraz z 4/14 pal w Wojciechowice-Wały.

#### Udział pułku w bitwie nad Bzurą

##### Bój 57 pp o Piątek
Zgodnie z rozkazem dowódcy 14 DP 57 pp miał nacierać w I rzucie dywizji w ogólnym kierunku na Piątek, na lewym skrzydle dywizji. Zadaniem pułku było wykonanie natarcia ze stanowisk wyjściowych na linii Młogoszyn-Siemienice. 57 pp bez III batalionu miał zdobyć wzgórza na północ od Piątka i dwór Goślub, a następnie zdobyć Janowice i Piątek oraz przeciąć szosę Łęczyca-Piątek, gdzie miał zorganizować obronę przeciwpancerną. III batalion miał pozostać jako odwód pułku w rejonie Ktery, Wyręby. Planowany początek natarcia nie został dotrzymany z uwagi na opóźnienia zajęcia stanowisk wyjściowych przez 57 pp i wspierającą go artylerię. 57 pułk piechoty zajął stanowiska wyjściowe o godz. 17.30 mając I batalion w rejonie Siemieniczki, dwór Siemienice, II batalion w Młogoszynie. O godz. 18.30 pułk rozpoczął natarcie: I/57 pp w kierunku dwór Goślub, Janowice, II/57 pp wzdłuż szosy na Piątek. I/57 pp rozwinął natarcie po sforsowaniu Bzury 1 kompanią strzelecką zaatakował dwór Goślub, a 3 kompanią strzelecką w kierunku Włostowic. Obie kompanie po krótkiej walce zdobyły pierwsze przedmioty natarcia. Późnym wieczorem 1 i 2 kompanie strzeleckie podjęły natarcie na wieś Goślub. W silnym ogniu niemieckiej broni maszynowej obie kompanie zostały zatrzymane, a następnie uległy w nocnych ciemnościach częściowemu rozproszeniu. Po kilku godzinach w pobliżu dworu Goślub i lasku obok zostały zebrane i uporządkowane. II/57 pp  wraz z kompanią zwiadu 57 pp podjął natarcie. Szosą prowadziła natarcie kompania zwiadu, po zachodniej stronie szosy rozwinęła natarcie 4 kompania strzelecka, po wschodniej stronie szosy 6 kompania strzelecka. II batalion zdobył po krótkiej walce dwór Pęcławice, wzgórze 102, natomiast pod wsią Michałówka natarcie batalionu zaległo w silnym ogniu broni maszynowej. Ze strony polskiej podjęto dalsze próby natarcia w godzinach nocnych, lecz bez powodzenia. Przeprowadzony w późnych godzinach nocnych niemiecki kontratak doprowadził do odrzucenia II/57 pp w rejon Górki Pęcławskie wzgórze 102. Oddziały niemieckie po północy zajęły Górki Pęcławskie i rozgorzała walka ogniowa pomiędzy obiema kompaniami czołowymi II/57 pp, a oddziałem niemieckim. W nocy ppłk dypl. Tomasz Rybotycki przegrupował III/57 pp na prawe skrzydło pułku z zadaniem podjęcia natarcia na Goślub, Janowice i szosę Piątek-Łęczyca na południe od Janowic. Przeciwnikiem 57 pp w walce były pododdziały niemieckiego 6 pułku piechoty, a następnie również 26 pułku piechoty ze składu niemieckiej 30 Dywizji Piechoty.      
O świcie 10 września kompania zwiadowców 57 pp rozpoznawała stanowiska niemieckie na południowym brzegu Bzury. Postawiono w nocy zadania do natarcia dla wszystkich batalionów i pododdziałów pułku. O godz. 6.00 III/57 pp podjął natarcie na Goślub I mając w I rzucie 7 i 8 kompanie strzeleckie i 9 kompanię strzelecką w odwodzie. Zajął w walce Goślub I i częściowo Janowice. Silny niemiecki kontratak odrzucił III/57 pp do Goślubia I. Silne wsparcie 14 pal nawałami ogniowymi pozwoliło o godz. 11.30 podjąć szturm Janowic. Ostatecznie 9 kompania strzelecka wraz z 3 kompanią ckm opanowały Janowice około godz. 13.00. 7 kompania strzelecka zdobyła w tym czasie dwór Janowice. O godz. 13.30 III/57 przekroczył szosę Piątek-Łęczyca, a następnie zdobył Pokrzywnicę. III/57 pp zajął w tym rejonie obronę ubezpieczając dalsze działania pułku na Piątek od strony południowej.      
II/57 pp podjął natarcie o świcie przy wsparciu 2 kompanii ckm i 5/14 pal, 4 i 6 kompanie strzeleckie zdobyły Górki Pęcławskie, w niej broń maszynową 3 samochody, 3 kuchnie polowe, amunicję, żywność. W trakcie walki poległ prowadzący natarcie II batalionu mjr Karol Wieczorek oraz dowódcy plutonów 2 kompanii ckm ppor. Józef Leśniak i ppor. Jan Mąka i wielu żołnierzy. Dowództwo II batalionu przejął kpt. Bolesław Sobociński. Dalsze natarcie II/57 pp pozwoliło zdobyć do godz. 10.30 przez 4 kompanię strzelecką Michałówkę, przez 6 kompanię strzelecką Piekary, a przez 5 kompanię strzelecką Orenice. Od wschodu bezpośrednio działania II/57 pp osłaniała kompania zwiadowców. Dalszą osłonę wschodniego skrzydła pułku prowadziła 71 kompania kolarzy i Kawaleria Dywizyjna 14 DP.     
I/57 pp o godz. 6.00 wznowił natarcie nacierając na Goślub II 1 i 2 kompanią strzelecką, po odparciu niemieckiego kontrataku I batalion podjął dalsze natarcie na Piątek. O godz.12.30 1 i 2 kompanie strzeleckie przełamały niemiecką obronę i 2 kompania strzelecka opanowała zachodnią część Piątka. Do godz. 13.00 pozostałe siły I batalionu zdobyły całe miasto Piątek, gdzie przeszedł do obrony. Wśród poległych był dowódca plutonu 1 kompanii ppor. Florian Jernas.     
Z uwagi na przełamanie obrony niemieckiej 30 DP, 14 DP przeszła do pościgu za cofającymi się oddziałami niemieckimi. 57 pp wraz z II/14 pal z uwagi na największe straty w dywizji przeszedł do odwodu dywizji zatrzymując się w rejonie Piątek, Sułkowice. Po południu 10 września II/57 pp wraz z kompanią zwiadowców oczyszczał z oddziałów niemieckich teren w rejonie Sułkowic oraz prowadził rozpoznanie w rejonie folwarku Sułkowice. 11 września z uwagi na trudne położenie sąsiedniej Wielkopolskiej Brygady Kawalerii pod Głownem, na prośbę jej dowództwa, gen. bryg. Franciszek Wład skierował do jej wsparcia o godz. 8.00 I batalion 57 pp z plutonem ppanc i 4 baterią 14 pal. I/57 pp dotarł do Bielaw, które były zajęte przez niemiecki oddział. Rozwinięte do natarcia 1 i 2 kompanie strzeleckie i 1 kompania ckm zdobyły Bielawy. Podjęto dalszy marsz w stronę Łub Bielawskich, gdzie rozbito niemiecki patrol. Następnie w rejonie wsi Zgoda I/57 pp nawiązał kontakt z 15 pułkiem ułanów, skąd skierowany został pod Wolę Zbrożkową celem zluzowania 7 pułku strzelców konnych. Późno wieczorem I batalion zajął stanowiska obronne w rejonie Helenowa. W ramach prowadzonego pościgu 57 pp, bez I/57 pp rano podjął marsz za 58 pułkiem piechoty poprzez Mąkolice i Pludwiny. W południe dotarł do Mąkolic. Po południu III/57 pp z 6/14 pal wykonał wypad przez Kwilno, Władysławów, Besiekierz i Warszyce celem nawiązania kontaktu z oddziałami 17 Dywizji Piechoty. W Besiekierzu czołowa 7 kompania strzelecka rozbiła stanowiska niemieckiej artylerii. Następnie batalion poszedł w kierunku Bądkowa, gdzie 9 kompania strzelecka rozbiła zgrupowanie niemieckich samochodów ciężarowych. Nadmienić należy, że III batalion stoczył walki z niemieckim 16 pułkiem piechoty ze składu niemieckiej 22 DP przystosowanej do przerzutu samolotami. Niemiecki 16 pp przetransportowany drogą lotniczą na lotnisko Pabianice 12 września, skąd został dowieziony kolumnami samochodowymi jako jednostka odwodowa niemieckiej Grupy Armii „Południe“ w rejon Besiekierza. Po północy III/57 pp powrócił z wypadu maszerując w kierunku Kwilna. W wyniku trudnej sytuacji 58 pp w rejonie Pludwin, po południu II/57 pp zajął stanowiska obronne w rejonie Woli Mąkowskiej. Stanowiska obronne w Woli Mąkowskiej w nocy zostały silnie ostrzelane przez artylerię niemiecką, w jej wyniku batalion poniósł straty osobowe. W wyniku ostrzału polegli między innymi ppor. rez. Stanisław Karbowski i ppor. rez. Czesław Cyraniak-Kajnar.                    
O świcie 12 września III/57 pp wraz z 6/14 pal zajął stanowiska w rejonie Kwilno, Feliksów osłaniając zachodnie skrzydło 14 DP. I/57 pp o godz. 6.00 podjął natarcie z rejonu Woli Zbrożkowej wzdłuż szosy Helenów-Głowno, po początkowych sukcesach, 600 metrów od Głowna natarcie batalionu załamało się. Około południa na stanowiska batalionu wyszło niemieckie kontrnatarcie, które odparto. Lecz batalion wycofał się na dalszą odległość od Głowna. Po uporządkowaniu się na rozkaz dowódcy Wielkopolskiej BK gen. bryg. Romana Abrahama, około godz. 15.00 wsparty przez 15 puł. ponowił natarcie na Głowno, czołowe 1 i 2 kompanie strzeleckie osiągnęły linię kolejową Głowno-Łowicz. Z uwagi na silny opór niemieckiej piechoty, natarcie 15 puł. znacznie spowolniło, z tego względu I/57 pp wycofał się na południowy skraj Woli Zbrożkowej, gdzie zajął obronę.                        
Z uwagi na zmianę koncepcji natarcia połączonych Armii „Poznań” i Armii „Pomorze” oddziały Grupy Operacyjnej gen. bryg. Edmunda Knoll-Kownackiego, a w tym 14 DP wraz z 57 pp rozpoczęły odwrót z południowego brzegu Bzury na jej północny brzeg. 57 pp zgodnie z rozkazem dowódcy 14 DP rozpoczął odwrót jako pierwszy przed północą 12 września przez Piątek. Zajął on dwoma batalionami przyczółek na południowym brzegu Bzury na przeciwko Młogoszyna. II/57 pp z 5/14 pal w oparciu o wzg.102-dwór Pęcławice. III/57 pp z 6/14 pal w rejonie Włostowic. I/57 pp wraz z 4/14 pal w składzie Wielkopolskiej BK wycofał się poprzez Bielawy i Sobotę na północny brzeg Bzury. 13 września do godz. 18.00 57 pp bez batalionu utrzymywał przyczółek mostowy osłaniając wycofanie się 14 DP z południowego brzegu. I/57 pp organizował obronę linii Bzury na jej północnym brzegu na odcinku Urzecze-Strugienice. Tego dnia dowództwo II batalionu objął kpt. Eugeniusz Pobihuszczyj.   

##### Bój 57 pp pod Sochaczewem
Po godz. 18.00 podjął marsz przez Bogorię w rejon Bąkowa. Do Bąkowa Górnego dotarł rano 14 września z uwagi na zatory utworzone przez uciekinierów cywilnych i tabory nastąpiło spowolnienie marszu. O godz. 11.00 otrzymał rozkaz dalszego marszu do rejonu Szymanowice, Jackowice, Zduny Kościelne. Wieczorem zajął obronę przeciwpancerną w rejonie Zdun Kościelnych nad rzeką Stułwią, II/57 pp w Jackowicach, a III/57 pp w Szymanowicach. 14 września I batalion pozostawał w obronie linii Bzury. Siłami 1 i 2 kompanii strzeleckich wykonał kontratak na oddziały niemieckie, umożliwiając 67 pułkowi piechoty ze składu 4 Dywizji Piechoty oderwanie się od nieprzyjaciela i przeprawę na północny brzeg Bzury. Po południu I/57 pp otrzymał rozkaz opuszczenia pozycji, przejścia do Zdun Kościelnych i dołączenia do pułku.  
W nocy 14/15 września pułk otrzymał rozkaz wykonania marszu wraz z siłami głównymi dywizji w rejon Chąśno, Błędów, Mastki, Wyborów. 15 września o godz. 10.00 57 pp bez batalionu przybył we wskazany rejon. II/57 pp stanął na postój w okolicy Błędowa, a III/57 pp w pobliżu Chąśna. Po wykonaniu marszu poprzez Zduny, Złaków Kościelny około południa do pułku w Chąśnie dołączył I/57 pp. Następny marsz pułk podjął zgodnie z rozkazem dowódcy dywizji w rejon na północny wschód od Sochaczewa. 57 pp wyruszył o godz. 19.00 poprzez Błędów, Litynek, Emilianów do okolic Złota, Emilianów. 57 pp maszerował w dwóch kolumnach II/57 pp poprzez Błędów, Litynek, Emilianów, a III/57 pp i za nim I/57 pp poprzez Chąśno I, Wicie, dwór Złota. W trakcie marszu uzyskano wiedzę, że oddziały niemieckie sforsowały Bzurę obok Kozłowa Szlacheckiego i zajął stanowiska w lesie Emilianów.    
Rozkazem dowódcy dywizji 57 pp miał zająć rejon wyjściowy do natarcia na las Emilianów. W I rzucie pułku do natarcia przystąpił przed północą II/57 pp opanował wieś Emilianów, III/57 pp opanował Jeziorko, dwór Złota i Wesołą. I/57 pp pozostał jako odwód dowódcy 14 DP z miejscem postoju we wsi Wicie. Tym sposobem po północy bataliony zajęły podstawy wyjściowe do natarcia na las Emilianów. Kompania zwiadowców podjęła rozpoznanie w kierunku Braki, Dębsk, Kozłów Biskupi. O godz. 6.00 16 września do natarcia na las Emilianów wyruszyły bataliony II i III 57 pp, pułk nie otrzymał wsparcia artyleryjskiego II/14 pal, ze względu na opóźnienie w zajęciu stanowisk ogniowych. Nacierająca w centrum II/57 pp 6 kompania strzelecka dotarła do lasu Emilianów, lecz ze względu na silną obronę niemiecką natarcie załamało się i batalion powrócił na stanowiska wyjściowe. III/57 pp wyprowadził natarcie z Wesołej 7 kompanią strzelecką i dworu Złota 8 kompanią strzelecką, natarcie batalionu zaległo w silnym ogniu broni maszynowej i artylerii. III/57 pp wycofał się z wielkimi stratami na stanowiska wyjściowe. Natarcie na las Emilianów ponowiono o godz. 8.00 ze wsparciem II/14 pal oraz wspólnie z 18 pułkiem piechoty z 26 Dywizji Piechoty. Brak skoordynowania natarcia spowodował, że 18 pp wykonał natarcie o godz. 7.30. Natarcie 18 pp jak i natarcie obu batalionów 57 pp zostały ponownie odparte. Lasu Emilianów i pobliskich punktów terenowych bronił niemiecki 74 pułk piechoty ze składu niemieckiej 19 Dywizji Piechoty.     
Kolejne natarcie 57 pp i 18 pp na las Emilianów i 55 pułku piechoty na Bronisławy dowództwo dywizji przygotowało na godz. 11.00. Uprzedzając natarcie polskiej piechoty o godz. 10.30 dwa bataliony czołgów z niemieckiej 1 DPanc., która przeprawiła się przez Bzurę pod Kozłowem Szlacheckim pod osłoną lasu Emilianów, wjechały one w lukę pomiędzy lasem Emilianów a Szwarocinem. Większość czołgów podzieliła się na trzy grupy i uderzyła czołowo na III batalion 57 pp i lewe skrzydło II batalionu 57 pp. W wyniku ataku czołgów III/57 pp został rozbity, prawie całkowitej zagładzie uległy 7 i 8 kompanie strzeleckie. Poległo wielu żołnierzy, wśród nich ppor. Adam Noga z 9 kompanii strzeleckiej, wśród rannych znalazł się dowódca batalionu mjr Józef Kępiński, który zmarł w szpitalu 22 września oraz ranni dowódcy 7 i 8 kompanii por. Stefan Radzimiński i ppor. Stefan Rewers. Dowództwo nad pozostałościami III batalionu liczącymi około 300 żołnierzy objął por. Sylwester Złotkowski, a dowodzenie 2 kompanią ckm ppor. Józef Rzysko, w jego skład weszli głównie żołnierze 3 kompanii ckm i 9 kompanii strzeleckiej oraz 40 żołnierzy z 7 kompanii i 50 żołnierzy z 8 kompanii. Pozostałość III/57 pp zmieniło front podjęło walkę z niemiecką piechotą podążającą za czołgami. W trakcie walki III batalionu unieruchomiono 13 niemieckich czołgów. Następnie niemieckie czołgi skierowały się w odsłonięte lewe skrzydło II/57 pp, który przy wydatnym wsparciu 6/14 pal zdołał unieruchomić 5 niemieckich czołgów i zatrzymał niemieckie natarcie. W tym czasie dowódca dywizji przekazał dowodzenie I/57 pp dla ppłk. dypl. Tomasza Rybotyckiego, który nakazał siłami 2 i 3 kompanii strzeleckiej przeciwnatarcie na las Emilianów, po początkowym powodzeniu i wdarciu się na skraj lasu, dalsze natarcie zaległo w silnym ogniu broni maszynowej. Obie kompanie cofnęły się na pozycje wyjściowe. O godz. 15.00 dowódca pułku wprowadził do walki odwodową 1 kompanię strzelecką, miała wykonać przeciwnatarcie na południowy cypel lasu Emilianów. 1 kompania dotarła do zabudowań kolonii Karolin i tam jej ruch został zatrzymany w silnym ogniu artylerii niemieckiej, por. Stanisław Drozd został ranny i dostał się do niemieckiej niewoli. Wieczorem resztki III/57 pp przeszły do odwodu pułku we wsi Wicie. Front pułku utrzymano do wieczora, po czym na rozkaz dowódcy dywizji pułk wycofał się na wysokość Błędowa organizując obronę przeciwpancerną. I i II batalion oderwały się od nieprzyjaciela pod ostrzałem niemieckim. I/57 pp w trakcie odwrotu rozkazem dowódcy piechoty dywizyjnej 14 DP płk. Mieczysława Łukowskiego został zatrzymany i objął obronę frontem na wschód. II/57 pp i pozostałość III/57 pp zajęły obronę ppanc. w rejonie Błędowa i porządkowały swoje szeregi.    

##### Odwrót w kierunku przepraw przez dolną Bzurę
Zgodnie z rozkazem dowódcy dywizji o godz. 3.00 17 września 57 pp bez I/57 pp podjął marsz w kierunku Iłowa, z uwagi na zatarasowanie dróg przez tabory, marsz był powolny. O świcie 17 września dotarł do Aleksandrowa, gdzie został zbombardowany przez niemieckie lotnictwo. Dalszy marsz pułk odbył rozczłonkowany na pododdziały, wyruszył do niego po południu. Przy przekraczaniu drogi Kiernozia-Rybno pluton artylerii piechoty 57 pp odparł atak niemieckich czołgów. W rejonie Iłowa pułk został ponownie zbombardowany, wśród poległych znalazł się ppor. Tadeusz Kurkiewicz dowódca 2 kompanii ckm. Z Iłowa 57 pp przeszedł do lasu w rejonie Bud Starych. I/57 pp nie otrzymał żadnego rozkazu od dowódcy PD 14 DP płk. Mieczysława Łukowskiego, mjr Stanisław Hrycek 17 września o godz. 7.00 podjął decyzję o marszu w ślad za dywizją na północ. Pomimo kilkakrotnych bombardowań dotarł o godz. 15.00 do Lasów Iłowskich. Następnie maszerując przez Budy Iłowskie dołączył do pozostałości 57 pp. Zgodnie z rozkazem dowódcy 14 DP 57 pp o godz. 21.00 podjął marsz w kierunku Bzury na północ od Witkowic. Ze względu na zatarasowanie dróg przez tabory i porzucony sprzęt, marsz trwał długo. Po dotarciu na miejsce okazało się, że przeprawa jest zablokowana przez oddziały niemieckie. Po północy 18 września rozkazem dowódcy 14 DP pułk skierował się w rejon Kamion, Łaźnia, ewentualnie mniejszymi grupami miał przebijać się przez Bzurę.    
57 pułk piechoty nie dotarł do Kamiona. Dowódca I batalionu mjr Stanisław Hrycek po południu 18 września rozwiązał batalion nakazał żołnierzom batalionu w małych grupach przeprawić się przez Bzurę i dotrzeć do Puszczy Kampinoskiej. Większość z żołnierzy dostała się do niewoli, w tym mjr Stanisław Hrycek. Ppłk dypl. Tomasz Rybotycki zebrał resztki pułku i nawiązał kontakt z dowódcą pułku zbiorczego Pomorskiej Brygady Kawalerii płk. dypl. Jerzym Jastrzębskim, uzgodniono współdziałanie. W godz. 19.00-20.30 pozostałość pułku wraz z kawalerzystami przeprawiła się przez Bzurę na południe od Witkowic. Następnie pułk prowadził walki z oddziałami niemieckimi w lasku koło Tułowic, usiłując przebić się do Puszczy Kampinoskiej, udało się to jedynie małym grupom. Wraz z jedną z grup przemieszczał się ppłk. Rybotycki na wschód wzdłuż Kanału Łasicy, po stoczeniu kilku walk z oddziałami niemieckimi 22 września dostał się do niemieckiej niewoli.

#### Walki w Puszczy Kampinoskiej
Resztki III batalionu por. Sylwestra Złotkowskiego przedarły się do Puszczy Kampinoskiej, w grupie 40 żołnierzy dotarły do Palmir. Następnie podczas przebijania się do Warszawy por. Złotkowski został ranny i z częścią swoich żołnierzy dostał się do niewoli. Inna grupa z III batalionu pod dowództwem por. Dittmajera w trakcie przebijania się do Warszawy pod wsią Pociecha poniosła straty, ranny został por. Dittmajer i dostał się do niewoli. Do puszczy przedarł się por. Józef Szmal z większością swojej 1 kompanii ckm, lecz dalsze losy tej grupy są nieznane. 40 osobowa grupa żołnierzy z kompanii przeciwpancernej pod dowództwem szefa kompanii sierż. Józefa Koniecznego sforsowała Bzurę nocą 18/19 września i dotarła do Puszczy Kampinoskiej i w walkach i potyczkach 21 września dotarła do Warszawy. Tylko nielicznym żołnierzom 57 pp udało się przebić do Warszawy i wziąć udział w jej obronie. 

### Oddziały II rzutu mobilizacyjnego 57 pp

#### Batalion marszowy 57 pp
Po zmobilizowaniu nie są znane dalsze jego losy. Został wcielony do pułku jako uzupełnienie rozkazem dowódcy armii w 13 września 1939 na północnym brzegu Bzury podczas odpoczynku i postoju pułku.

#### Oddział Zbierania Nadwyżek 57 pp
Po ukończeniu mobilizacji alarmowej 27 sierpnia 1939 zorganizowano Oddział Zbierania Nadwyżek 57 pp z nadwyżek rezerwistów i części żołnierzy służby stałej. Dowódcą OZN 57 pp został mjr Adam Solski, zastępca dowódcy pułku  ppłk Tadeusz Mikoś odszedł do składu Ośrodka Zapasowego 14 Dywizji Piechoty. 28 sierpnia OZN 57 pp został załadowany do transportu kolejowego i przewieziony do stacji kolejowej Azory-Strzelce Kujawskie, skąd odszedł na kwatery do wsi Janiszewo i Muchnów. Dowództwo OZN 57 pp kwaterowało w folwarku Muchnów. OZN 57 pp wszedł w skład OZ 14 DP. 31 sierpnia 1939 w ramach mobilizacji powszechnej przybyła do Oddziału duża grupa rezerwistów dla których nie posiadano umundurowania, wyposażenia i broni. Jadące koleją z Poznania w transporcie mundury i broń zostały zbombardowane w pociągu 1 września w drodze do Kutna. Ogółem w OZN 57 pp zostało zmobilizowanych 1680 żołnierzy, na ten stan w OZN było nieco więcej niż 200 karabinów i 4 ciężkie karabiny maszynowe. 5 września w składzie Ośrodka Zapasowego podjęto marsz w kierunku Łowicza, który osiągnięto nocą 6/7 września, dalej przez Bolimów i Wiskitki do Błonia. W tym rejonie niemiecki patrol pancerny ostrzelał jeden z plutonów Oddziału. Następnie przeszedł 8 września przez Warszawę. OZN 57 pp dotarł 9 września do Sulejówka, gdzie miał skoncentrować się cały OZ 14 DP. 
Zagubieni pod Błoniem i w Warszawie oficerowie i podchorążowie rezerwy dołączyli do III batalionu 360 pułku piechoty w Warszawie i wzięli udział w walkach w obronie Warszawy. Podczas przejścia przez Warszawę odłączyła się 3 kompania strzelecka OZN 57 pp wraz z częścią taborów pomaszerowała z rozwidlenia dróg w Starej Miłosnej na Garwolin. Oddział wyruszył z Sulejówka do Mińska Mazowieckiego tam stacjonował w lesie na południe od miasta. 10 września ustawione na skraju lasu do obrony przeciwlotniczej 4 ckm były obiektem ataku lotnictwa niemieckiego. Oczekiwano na dołączenie rozproszonych żołnierzy pod Błoniem i w Warszawie. Wieczorem 10 września OZN 57 pp podjął marsz przez Mińsk Mazowiecki, Stoczek Łukowski, Adamów, Kock, Firlej, Lubartów, Łęczną do Chełma Lubelskiego. Dozbrajano się w porzuconą broń. W rejonie Krzywczy od Strony Żelechowa stoczono potyczkę z niemieckimi samochodami pancernymi. 15 września od oficerów Frontu Północnego dowódca OZ 14 DP dowiedział się, że miejscem postoju Ośrodka miał być rejon Łunieńca i Pińska. Odjechał tam ppłk Tadeusz Mikoś z kpt. Tadeuszem Czemeresem i por. Bazylim Tatarskim celem rozpoznania ustalenia warunków zakwaterowania. 17 września wraz z OZ 14 DP nadwyżki 57 pp udały się zgodnie z rozkazem dowódcy Frontu Północnego gen. dyw. Stefana Dąba-Biernackiego do Chełma Lub. do dyspozycji Grupy płk. Mariana Ocetkiewicza. Tam nadwyżki 57 pp rozmieszczono we wsiach Strupin Duży, Antonin i Strachosław. 18 września zgodnie z rozkazem płk. Ocetkiewicza, dowódca OZ 14 DP ppłk Józef Kokoszka  otrzymał rozkaz sformowania z umundurowanych i uzbrojonych żołnierzy batalionu piechoty, którego dowódcą został mjr Franciszek Borkowski. W jego skład weszli oficerowie i szeregowi z nadwyżek 57 pp, w tym por. Witold Wierusz jako dowódca kompanii. Dalsze losy batalionu zostaną omówione w odrębnym artykule o Ośrodku Zapasowym 14 Dywizji Piechoty.    
Grupka oficerów z nadwyżek 57 pp dołączyła do improwizowanego batalionu Obrony Lublina tak zwanego batalionu „Dzieci Lubelskich”, wkrótce w składzie Grupy płk. Mariana Ocetkiewicza, spośród tych oficerów w boju pod Krynice-Antoniówka poległo 5 oficerów, wśród nich dowódca tego batalionu kpt. Władysław Zych. Nadwyżki 57 pp sformowane w batalion pod dowództwem kpt. Łukasza Grzywacz-Świtalskiego wraz ze słabo uzbrojonymi pozostałościami OZ 14 DP pod dowództwem mjr. Adama Solskiego rozpoczęły marsz w kierunku Hrubieszowa. Po otrzymaniu wiadomości o zbliżaniu się wojsk sowieckich do Bugu, 20 września o godz. 2.00 rozpoczął marsz na południe w stronę granicy węgierskiej. W nocy 23/24 września OZ 14 DP dotarł w okolice Krasnobrodu znalazł się na tyłach walczącej tu Grupy Operacyjnej gen. bryg. Jana Kruszewskiego. Po całodziennym marszu 26 września oddział mjr Solskiego dotarł do Józefowa, rano 27 września za odchodzącymi oddziałami niemieckimi podjęto dalszy marsz w kierunku Tarnogrodu. Tego dnia w Puszczy Solskiej oddział stoczył potyczkę z niemieckim pododdziałem straży tylnej, wzięto do niewoli 16 żołnierzy niemieckich, rany odniosło kilku żołnierzy. 28 września Ośrodek podjął marsz z Łukowej do Tarnogrodu, przed miastem usłyszano walkę, którą prowadziła Grupa „Kowel” płk. dypl. Leona Koca. W Tarnogrodzie Oddział został otoczony przez oddziały sowieckie i wzięty do niewoli. Zbiec udało się nielicznym, w tym kpt. Łukaszowi Grzywacz-Świtalskiemu.             
Po rozpoznaniu rejonu Pińska i Łunieńca, okolic Sarn od 17 września ppłk Mikoś wraz z pozostałymi oficerami zbierał żołnierzy pochodzących z OZ 14 DP, dołączyło kilku oficerów oraz grupa szeregowych. W rejonie Kamienia Koszyrskiego i Lubieszowa podporządkował się dowódcy Samodzielnej Grupy Operacyjnej „Polesie” gen. bryg. Franciszkowi Kleebergowi. Sformował batalion piechoty pod swoim dowództwem z adiutantem batalionu kpt. Tadeuszem Czemerysem i por. Bazylim Tatarskim jednym z dowódców kompanii. Batalion ppłk. Mikosia ubezpieczał marsz SGO „Polesie” od strony południowej, maszerował poprzez miejscowości Ratno, Dobieszno, Krymno, Szack. W rejonie Dobieszna kompania por. Tatarskiego stoczyła walkę z dużą grupą dywersyjną, rozbijając ją. 27 września batalion dotarł do Włodawy i przeprawił się na jego zachodni brzeg. Tam ppłk. Mikoś rozwiązał batalion, ochotników do dalszej walki skierowano do innych oddziałów SGO „Polesie”, duża grupa trafiła do batalionu wartowniczego kpt. Lipeckiego inna do Dywizji „Brzoza”.             

#### Mapa walk 57 pp
| Struktura organizacyjna i obsada personalna we wrześniu 1939 | Struktura organizacyjna i obsada personalna we wrześniu 1939                                                   |
| Stanowisko                                                   | Stopień, imię i nazwisko                                                                                       |
| Dowództwo                                                    | Dowództwo |
| ------------------------------------------------------------ | --- |
| dowódca pułku                                                | ppłk dypl. Tomasz Rybotycki                                                                                    |
| I adiutant                                                   | kpt. Marian II Filipowicz                                                                                      |
| II adiutant                                                  | kpt. Bolesław Sobociński (do 10 IX 1939)                                                                       |
| oficer informacyjny                                          | ppor. rez. Nikodem Kasperek                                                                                    |
| oficer łączności                                             | kpt. Wilhelm Józef Sawicz                                                                                      |
| kwatermistrz                                                 | kpt. Jan Krassowski                                                                                            |
| oficer płatnik                                               | por. rez. Leonard Bogajewicz                                                                                   |
| oficer żywnościowy                                           | chor. Ignacy Salomon                                                                                           |
| naczelny lekarz                                              | kpt. dr Jerzy Konstanty Saciuk                                                                                 |
| kapelan                                                      | kpt. rez. ks. Józef Jasiński                                                                                   |
| dowódca kompanii gospodarczej                                | por. rez. Edward Hajdasz                                                                                       |
| zastępca dowódcy kompanii gospodarczej                       | chor. Stanisław Kubiak                                                                                         |
| I batalion                                                   | |
| dowódca I batalionu                                          | mjr Stanisław Józef Hrycek                                                                                     |

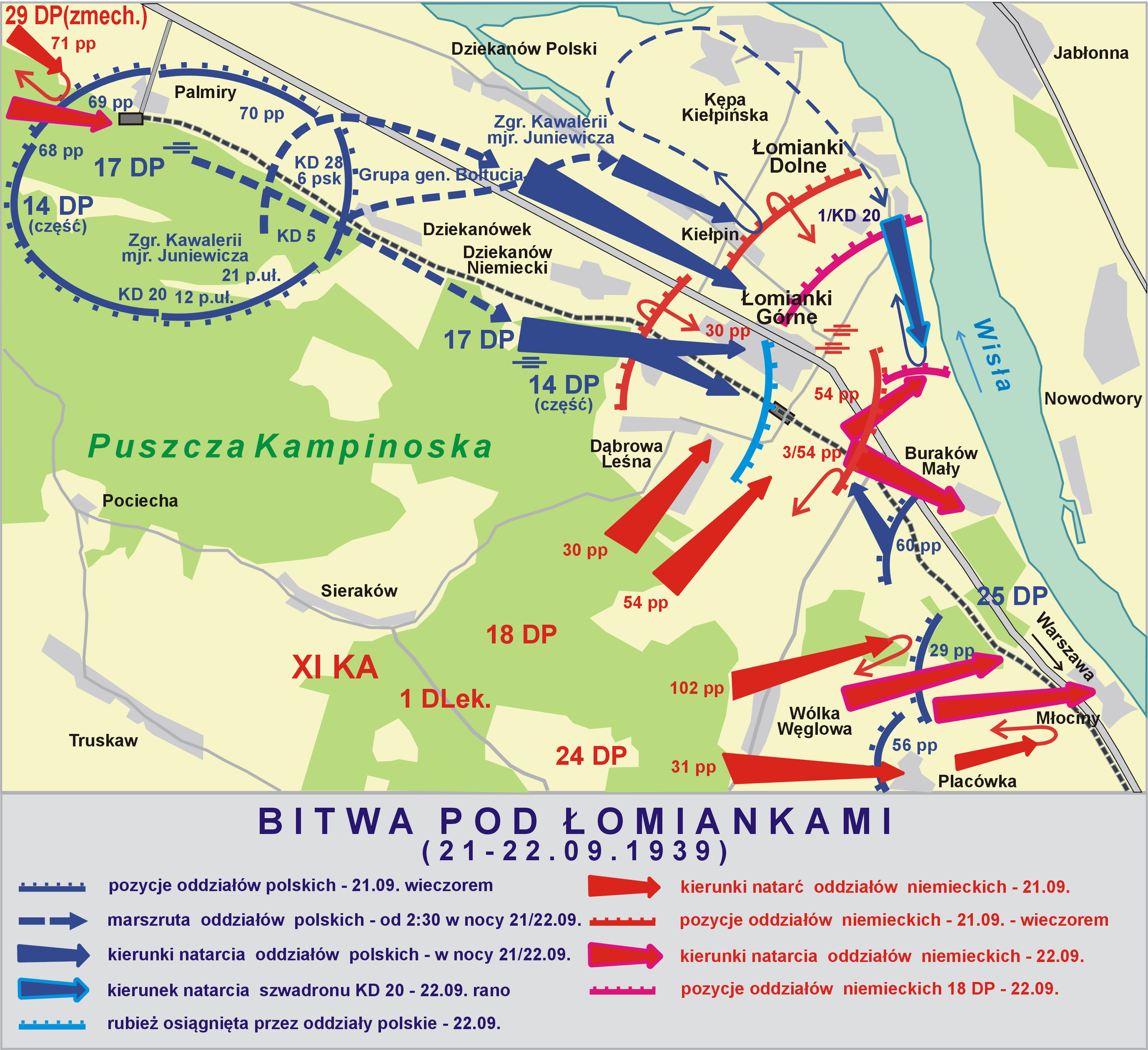

| adiutant batalionu                                           | ppor. rez. Henryk Jopp (do 10 IX 1939) ppor. rez. Wacław Hamerski                                              |
| dowódca plutonu łączności                                    | por. rez. Eugeniusz Gołębski                                                                                   |
| oficer żywnościowy                                           | ppor. Roman Lewandowicz                                                                                        |
| oficer gospodarczy (płatnik)                                 | ppor. Zygmunt Grzęślewicz                                                                                      |
| dowódca 1 kompanii strzeleckiej                              | por. Stanisław Marek Drozd                                                                                     |
| dowódca I plutonu                                            | ppor. rez. Zdzisław Markiewicz ppor. rez. Stanisław Mroczkowski                                                |
| dowódca II plutonu                                           | ppor. rez. Florian Jernas                                                                                      |
| dowódca III plutonu                                          | ppor. rez. Edward Biernat                                                                                      |
| dowódca 2 kompanii strzeleckiej                              | por. Leon Jarzemski                                                                                            |
| dowódca I plutonu                                            | ppor. rez. Józef Matysiak                                                                                      |
| dowódca II plutonu                                           | ppor. rez. Konrad Ratajczak                                                                                    |
| dowódca III plutonu                                          | ppor. rez. Mieczkowski ppor. rez. Wacław Hamerski                                                              |
| dowódca 3 kompanii strzeleckiej                              | kpt. Włodzimierz Julian Sawka ppor. rez. Kazimierz Ziółkiewicz ppor. rez. Karol Gregorczyk                     |
| dowódca I plutonu                                            | ppor. Karol Grzegorczyk                                                                                        |
| dowódca II plutonu                                           | ppor. rez. Zygmunt Maciejewski por. rez. Edward Wieczorek                                                      |
| dowódca III plutonu                                          | ppor. rez. Edmund Graczyk                                                                                      |
| dowódca 1 kompanii ckm                                       | por. Józef Szmal                                                                                               |
| dowódca I plutonu                                            | por. rez. Adam Kabaciński                                                                                      |
| dowódca II plutonu                                           | ppor. Mieczysław Zygmanowski                                                                                   |
| dowódca III plutonu                                          | ppor. rez. Józef Mikoś                                                                                         |
| dowódca IV plutonu (taczanki)                                | ppor. Stanisław Pierzanowski                                                                                   |
| dowódca plutonu moździerzy                                   | sierż. Wojciech Kościelniak                                                                                    |
| II batalion                                                  | |
| dowódca II batalionu                                         | mjr Karol Albert Wieczorek (do 9 IX 1939) kpt. Bolesław Sobociński (do 13 IX 1939) kpt. Eugeniusz Pobihuszczyj |
| adiutant batalionu                                           | ppor. rez. Tadeusz Kurkiewicz                                                                                  |
| oficer żywnościowy                                           | ppor. rez. Jerzy Młodziejowski                                                                                 |
| oficer gospodarczy (płatnik)                                 | ppor. rez. Czesław Dudziński ppor. rez. Alfred Łukomski                                                        |
| lekarz batalionu                                             | por. rez. dr med. Tadeusz Pawlikowski                                                                          |
| dowódca plutonu łączności                                    | ppor. rez. Maksymilian Stachurski                                                                              |
| dowódca 4 kompanii strzeleckiej                              | por. Stefan Bączkowski                                                                                         |
| dowódca I plutonu                                            | ppor. rez. Bolesław Scheibe                                                                                    |
| dowódca II plutonu                                           | ppor. rez. Stanisław Karbowski                                                                                 |
| dowódca III plutonu                                          | ppor. Joachim Wojdowski                                                                                        |
| dowódca 5 kompanii strzeleckiej                              | por. Mściwój Kokorniak                                                                                         |
| dowódca I plutonu                                            | ppor. Paweł Piechota                                                                                           |
| dowódca II plutonu                                           | ppor. rez. Czesław Cyraniak-Kajnar                                                                             |
| dowódca III plutonu                                          | ppor. rez. Jakubowski                                                                                          |
| dowódca 6 kompanii strzeleckiej                              | kpt. Władysław Kaniowski                                                                                       |
| dowódca I plutonu                                            | por. Józef Durkalec                                                                                            |
| dowódca II plutonu                                           | ppor. rez. Henryk Kaczmarek                                                                                    |
| dowódca III plutonu                                          | ppor. rez. Witold Gosieniecki                                                                                  |
| dowódca 2 kompanii ckm                                       | por. Tadeusz Cezary Heidrych                                                                                   |
| dowódca I plutonu                                            | ppor. rez. Józef Leśniak                                                                                       |
| dowódca II plutonu                                           | ppor. rez. Ignacy Mąka                                                                                         |
| dowódca III plutonu                                          | sierż. Antoni Paterski                                                                                         |
| dowódca IV plutonu (taczanki)                                | ppor. Władysław Nowak                                                                                          |
| dowódca plutonu moździerzy                                   | sierż. Jan Wojtczak sierż. Jan Ratajczak                                                                       |
| III batalion                                                 | |
| dowódca III batalionu                                        | mjr Józef Kępiński                                                                                             |
| adiutant batalionu                                           | ppor. rez. Tadeusz Baranowski                                                                                  |
| oficer żywnościowy                                           | ppor. rez. Feliks Deckert                                                                                      |
| oficer gospodarczy (płatnik)                                 | ppor. rez. Mieczysław Putz                                                                                     |
| lekarz batalionu                                             | pchor. rez. lek. med. Lucjan Trzesiński                                                                        |
| dowódca plutonu łączności                                    | ppor. rez. Felicjan Wellnitz                                                                                   |
| dowódca 7 kompanii strzeleckiej                              | kpt. mgr Eugeniusz Pobihuszczyj ppor. rez. Stefan Rewers                                                       |
| dowódca I plutonu                                            | ppor. rez. Stefan Rewers                                                                                       |
| dowódca II plutonu                                           | ppor. rez. Cezary Dastych                                                                                      |
| dowódca III plutonu                                          | ppor. rez. Czesław Kozłowiecki                                                                                 |
| dowódca 8 kompanii strzeleckiej                              | por. Stefan Radzimiński                                                                                        |
| dowódca I plutonu                                            | ppor. Jan Wyderkowski                                                                                          |
| dowódca II plutonu                                           | ppor. rez. Franciszek Borowczak                                                                                |
| dowódca III plutonu                                          | ppor. rez. Andrzej Pokrywka                                                                                    |
| dowódca 9 kompanii strzeleckiej                              | por. Eugeniusz Julian Dittmajer                                                                                |
| dowódca I plutonu                                            | ppor. rez. Zygmunt Szatkowski                                                                                  |
| dowódca II plutonu                                           | ppor. rez. Adam Noga                                                                                           |
| dowódca III plutonu                                          | ppor. rez. Bolesław Szczerkowski                                                                               |
| dowódca 3 kompanii ckm                                       | por. Sylwester Złotkowski                                                                                      |
| dowódca I plutonu                                            | ppor. rez. Wacław Hamerski                                                                                     |
| dowódca II plutonu                                           | ppor. rez. Jan Horocki por. rez. Roman Czwojdziński                                                            |
| dowódca III plutonu                                          | chor. Szczepan Nędza                                                                                           |
| dowódca IV plutonu (taczanki)                                | ppor. Józef Rzysko                                                                                             |
| dowódca plutonu moździerzy                                   | ppor. rez. Marian Pluchowski                                                                                   |
| pododdziały specjalne                                        | |
| dowódca kompanii zwiadowców                                  | por. Władysław Polaszek                                                                                        |
| dowódca plutonu konnego                                      | ppor. rez. Teofil Piotrowski                                                                                   |
| dowódca plutonu kolarzy                                      | ppor. rez. Franciszek Szczerbal                                                                                |
| dowódca kompanii przeciwpancernej                            | por. Feliks Rewers                                                                                             |
| dowódca I plutonu                                            | ppor. Stanisław Piątkowski                                                                                     |
| dowódca II plutonu                                           | ppor. Edmund Kurz                                                                                              |
| dowódca III plutonu                                          | ppor. rez. Ludwik Nowaczyk, ppor. rez. Feliks Kapała                                                           |
| dowódca plutonu artylerii piechoty                           | kpt. art. Franciszek Fido                                                                                      |
| zastępca dowódcy plutonu artylerii piechoty                  | sierż. Walery Ratajczak                                                                                        |
| dowódca plutonu pionierów                                    | ppor. rez. Edmund Konieczny                                                                                    |
| dowódca plutonu łączności                                    | por. rez. Henryk Łubieński                                                                                     |
| dowódca plutonu przeciwgazowego                              | ppor. Zdzisław Pietrzyk                                                                                        |

## Symbole pułkowe

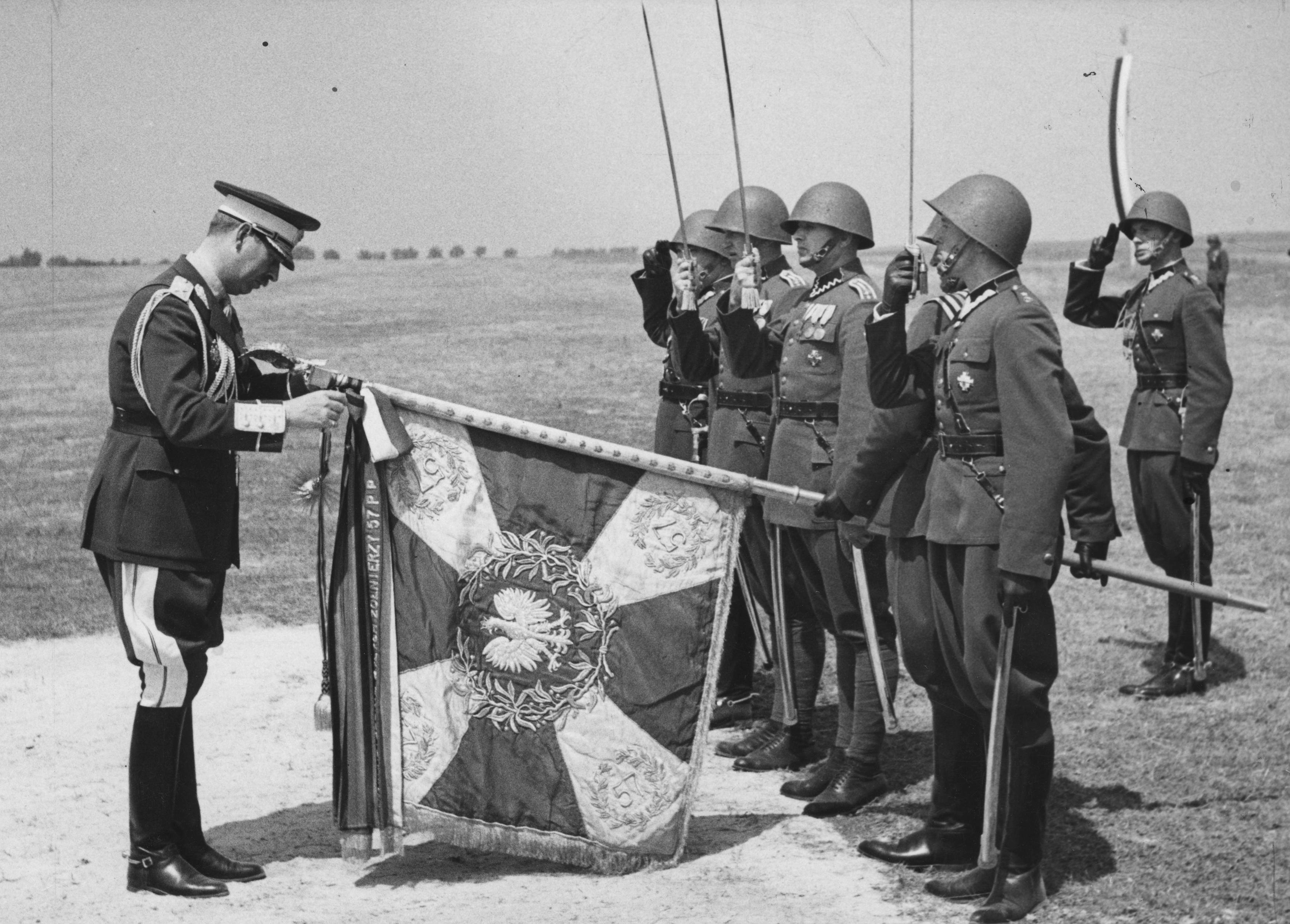
Król Rumunii Karol II dekoruje Orderem Michała Walecznego sztandar 57 pp

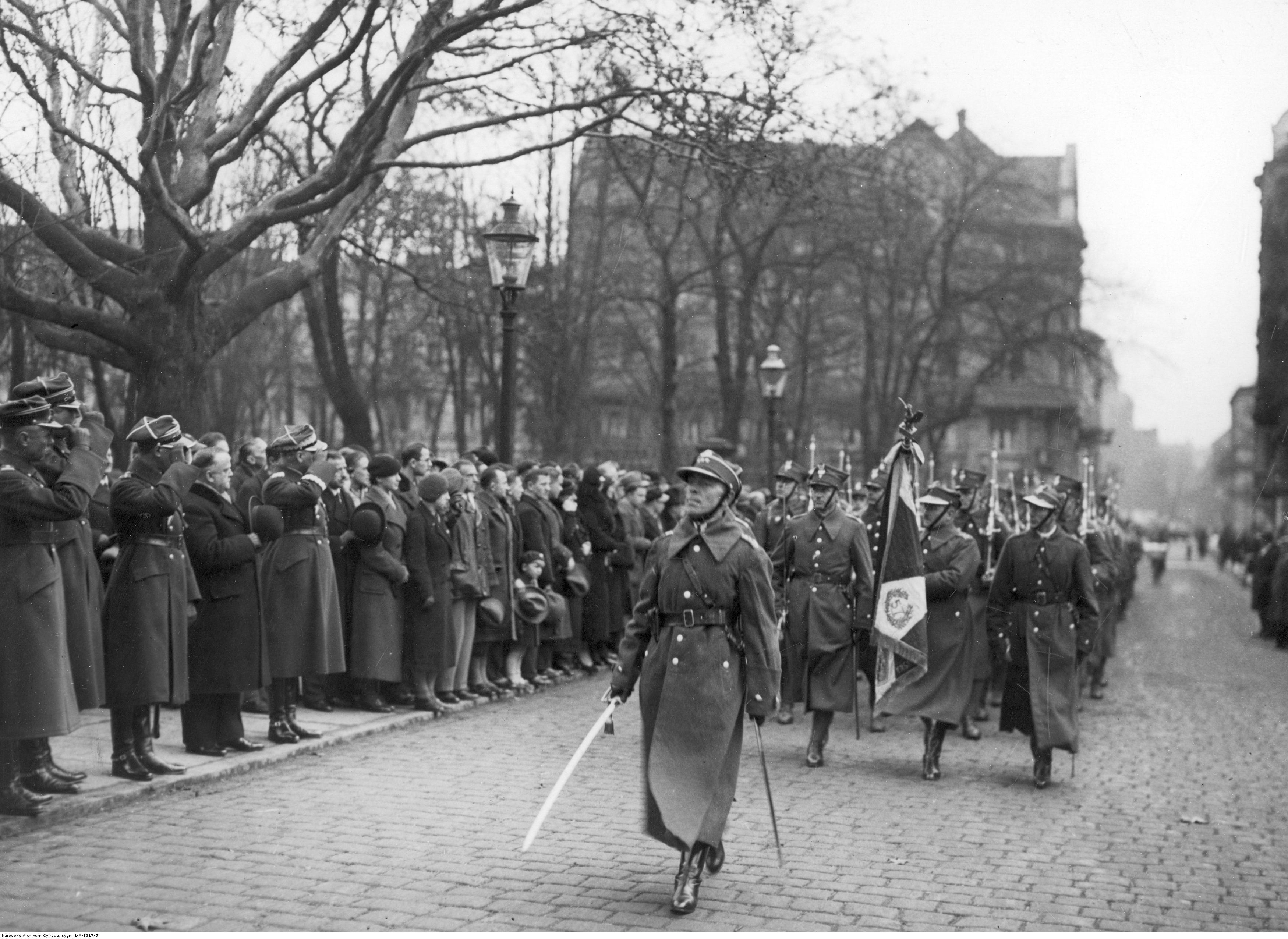
Maszeruje kompania honorowa ze sztandarem 57 pp

### Sztandary
29 maja 1919 pułk złożył przysięgę na wierność Rzeczypospolitej i otrzymał sztandar.
6 grudnia 1920 na polach pod Zelwą Józef Piłsudski udekorował sztandary pułków piechoty 14 DP orderem Virtuti Militari, w tym także sztandar 57 pułku piechoty wielkopolskiej.
20 maja 1929 pułk otrzymał nowy sztandar. Wręczył go pułkowi w Biedrusku Ignacy Mościcki.
28 czerwca 1937 sztandar pułku został udekorowany przez króla Karola II rumuńskim Orderem Michała Walecznego III klasy.

### Odznaka pamiątkowa
Pierwszy wzór odznaki (bez zatwierdzenia) opracowano w 1920 roku. Odznakę stanowi orzeł z otwartą koroną siedzący na skrzynce chorągwi trzymający w szponach tablicę z numerem „57 PP WLKP”. Poniżej płat materii z napisem „WSZYSTKO DLA OJCZYZNY” i miniatura Krzyża Orderu Virtuti Militari. Jednoczęściowa - wykonana w tombaku srebrzonym i oksydowanym. Wymiary: 46x31 mm. Wykonanie: Jan Knedler - Warszawa.
Drugi wzór odznaki został zatwierdzony rozkazem ministra spraw wojskowych G.M. 21098.I. z 30 września 1924 roku. Odznaka o wymiarach 42x42 mm ma kształt krzyża kawalerskiego o ramionach pokrytych emalią białą i czerwoną. Na jego ramionach wpisano dawną nazwę pułku „3 PUŁK STRZ. WLKP”. Na środku krzyża nałożona jest tarcza zwieńczona orłem wz. 1919, pokryta czerwoną emalią, na której numer i inicjały „57 P.P.” Na obrzeżu tarczy wyryta data powstania pułku „14.11.1919” i napis „ZA PRAWO WOLNOŚĆ I OJCZYZNĘ”. Tarcza okolona jest skrzyżowanymi srebrnymi gałązkami dębowymi. Między ramionami krzyża pęki srebrnych promieni. Trzyczęściowa - wykonana w srebrze, emaliowana. Na rewersie próba srebra i imiennik grawera „IK”. Autorem projektu odznaki był kpt. Edward Rudolf Kontny, a wykonawcą Jan Knedler z Warszawy.

### Sznur naramienny
Od 1938 roku żołnierze na lewym ramieniu noszili sznury w barwach rumuńskiego Orderu Wojennego Michała Walecznego.

## Strzelcy wielkopolscy
Dowódcy pułku
- ppłk piech. Arnold Szylling (14 II 1919 – †17 IX 1920)
- ppłk piech. Wiktor Unrug (IX 1921 - I 1930 → inspektor poborowy DOK III[85])
- ppłk / płk piech. Eugeniusz Żongołłowicz (I 1930[85] – XI 1934[86])
- ppłk / płk dypl. piech. Stanisław Edward Grodzki (XII 1934[87] - 1939)
- ppłk dypl. piech. Tomasz Rybotycki (p.o. XI 1938 - III 1939 i dca VII - IX 1939)

Zastępcy dowódcy pułku
- mjr / ppłk piech. Franciszek Stok (10 VII 1922 – 9 III 1924 → zastępca dowódcy 2 psp)
- ppłk piech. Wincenty Rutkiewicz (8 IV 1924[89] – 31 VII 1926 → stan nieczynny[90])
- ppłk piech. Marian Krudowski (V 1927 – V 1930 → dowódca 10 pp)
- ppłk dypl. piech. Jan Korkozowicz (VI – XII 1930)
- ppłk piech. Józef I Frączek (od I 1931[91])
- ppłk dypl. piech. Tomasz Rybotycki (1938 - VII 1939 → dowódca 57 pp)

II zastępca kwatermistrz
- mjr piech. Adam Solski (IV 1938 – VIII 1939 → zastępca dowódcy OZ 14 DP)

### Żołnierze 57 pułku piechoty – ofiary zbrodni katyńskiej
Biogramy ofiar zbrodni katyńskiej znajdują się między innymi w bazach udostępnionych przez Ministerstwo Kultury i Dziedzictwa Narodowego oraz Muzeum Katyńskie.
| Nazwisko i imię       | stopień        | zawód                | miejsce pracy przed mobilizacją            | zamordowany |
| --------------------- | -------------- | -------------------- | ------------------------------------------ | ----------- |
| Baraniecki Kazimierz  | por. rez.      | nauczyciel           | kierownik szkoły w Podrzewiu               | Katyń       |
| Bechtold Brunon       | ppor. rez.     | handlowiec           | dyrektor przedsiębiorstwa w Poznaniu       | Katyń       |
| Bogajewski Tadeusz    | ppor. rez.     | ekonomista           | właściciel przedsiębiorstwa w Poznaniu     | Katyń       |
| Dominiczak Antoni     | ppor. rez.     | nauczyciel           | Szkoła Powszechna w Strzyżminie            | Katyń       |
| Glabiszewski Roman    | ppor. rez.     | nauczyciel           | szkoła powszechna w Gnieźnie?              | Katyń       |
| Idaszewski Jan        | ppor. rez.     | górnik               |                                            | Katyń       |
| Japa Mieczysław       | por. rez.      | prawnik              | Sąd Apelacyjny w Poznaniu                  | Katyń       |
| Kruś Antoni           | ppor. rez.     | nauczyciel           | kier. szkoły w Wielkopolsce                | Katyń       |
| Machczyński Tomasz    | por. w st. sp. |                      |                                            | Katyń       |
| Miśko Tadeusz         | por. rez.      | inżynier leśnictwa   | nadleśniczy w majątku Lubostroń            | Katyń       |
| Myssak Józef          | ppor. rez.     | inżynier leśnictwa   | inspektor leśny w Łódzkiej Izbie Rolniczej | Katyń       |
| Olejniczak Ludomir    | ppor.          | nauczyciel           | szkoła w Wiosce pow. wolsztyński           | Katyń       |
| Pituła Józef          | ppor. rez.     | nauczyciel           | Szkoła Powszechna w Obrze                  | Katyń       |
| Piwkowski Edmund      | ppor. rez.     | ekonomista, mgr      |                                            | Katyń       |
| Prawowski Stefan      | kpt. rez.      | urzędnik             | Poznańskie Ziemstwo Kredytowe              | Katyń       |
| Prądzyński Jerzy      | por. rez.      | buchalter            | Bank Polski w Poznaniu                     | Katyń       |
| Solski Adam Teofil    | major          | żołnierz zawodowy    | kwatermistrz 57 pp                         | Katyń       |
| Tetzlaff Bronisław    | por. rez.      | prawnik              |                                            | Katyń       |
| Wichtowski Tadeusz    | ppor. rez.     | nauczyciel           |                                            | Katyń       |
| Chołodecki Witold     | por. rez.      | prawnik              |                                            | Charków     |
| Figlus Ludwik         | kpt. w st. sp. |                      |                                            | Charków     |
| Geneja Jan            | por. rez.      | nauczyciel           | kier. szkoły w Kubeczkach                  | Charków     |
| Gonet Franciszek      | ppor. rez.     | nauczyciel           |                                            | Charków     |
| Gruetzmacher Antoni   | ppor. rez.     | lekarz               |                                            | Charków     |
| Hrycek Adam           | ppor. rez.     |                      | Policja Państwowa                          | Charków     |
| Mikoś Józef           | ppor. piech.   | oficer służby stałej |                                            | Charków     |
| Popowski Tadeusz      | ppor. rez.     | prawnik, mgr         |                                            | Charków     |
| Szafrański Franciszek | ppor. rez.     |                      |                                            | Charków     |
| Wagner Eugeniusz      | ppor. rez.     |                      |                                            | Charków     |
| Grunt-Mejer Konstanty |                | policjant            |                                            | Kalinin     |

## Upamiętnienie

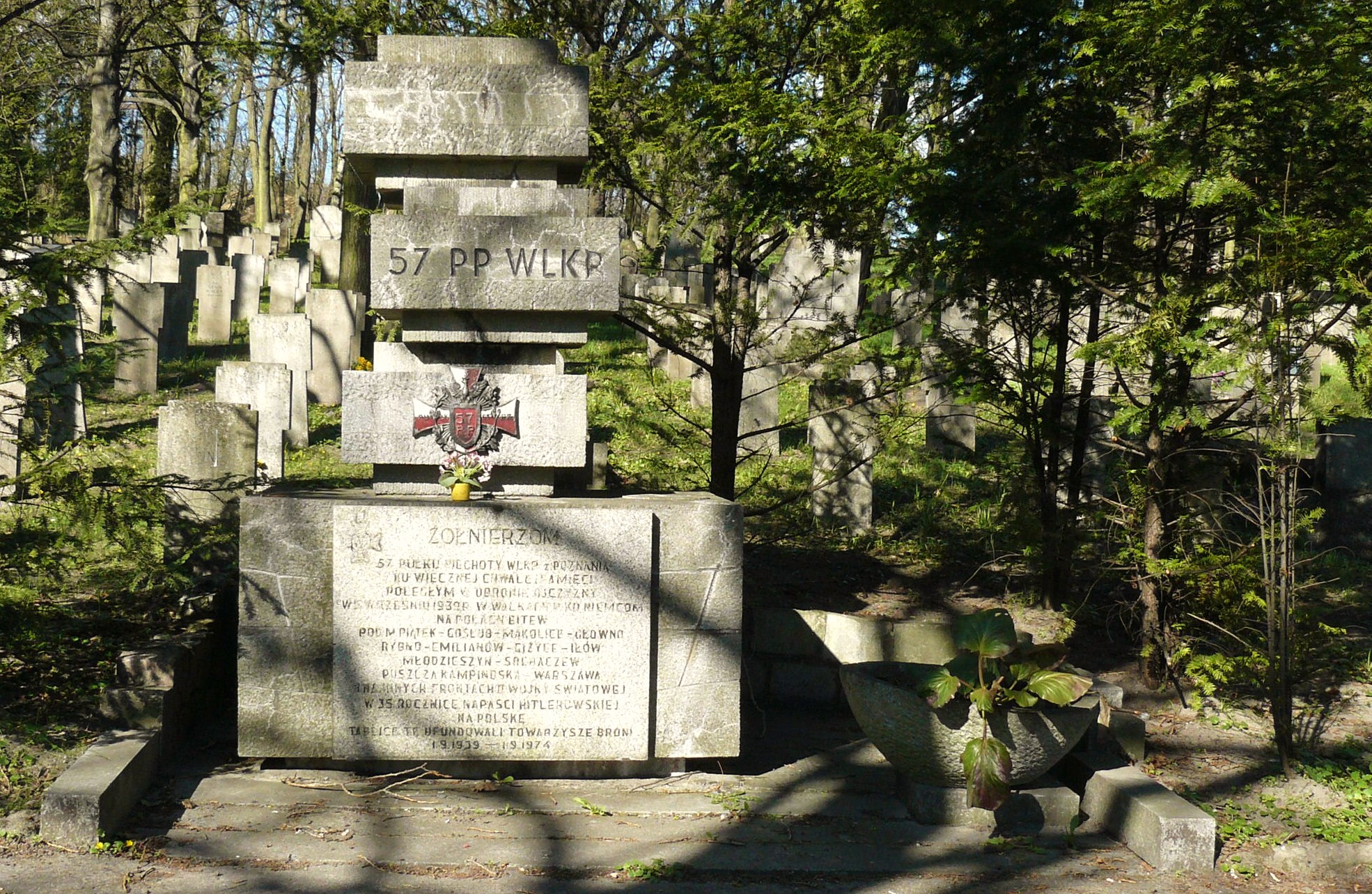
Pomnik 57 pp Wielkopolskiej - Poznań, Fort Winiary Cytadela